# سوريا
سُورِيَا أو سُورِيَة (رسمياً: الجُمهُورِيّةُ العَرَبِيّةُ السُورِيّةُ) هي دولة عربية تعد جمهورية مركزية، مؤلفة من 14 محافظة، عاصمتها هي دمشق، تقع ضمن منطقة الشرق الأوسط والشام في غرب آسيا؛ يحدها شمالاً تركيا، وشرقًا العراق، وجنوبًا الأردن، وغربًا فلسطين (إسرائيل)، ولبنان، والبحر الأبيض المتوسط، بمساحة 185180 كم مربع، وتضاريس وغطاء نباتي وحيواني متنوّع، ومناخ متراوح بين متوسطي، وشبه جاف. تصنف سوريا جنبًا إلى جنب مع العراق بوصفها أقدم مواقع مهد الحضارة البشرية، واشتقت اسمها حسب أوفر النظريات الأكاديمية من آشور؛ بكل الأحوال منطقة سوريا التاريخية مختلفة عن الدولة السورية الحديثة من ناحية الامتداد والمساحة، وتشير الأولى إلى بلاد الشام، أو الهلال الخصيب.
وجدت آثار بشرية في سوريا تعود لآلاف السنين، ومدينة دمشق تعتبر أقدم مدينة في العالم، وتحوي البلاد العديد من المستوطنات البشرية الممتدة منذ العصر الحجري، ازدهرت البلاد في العصور القديمة لخصوبة تربتها، وبوصفها طريقًا للقوافل التجارية أو الجيوش، وقامت فيها إمبراطوريات متعاقبة قوية اشتملت أغلبها على الهلال الخصيب برمته، وبرزت منذ القرن الحادي عشر قبل الميلاد الحضارة الآرامية التي استمرت هوية البلاد الحضارية الأساسية حتى استعراب غالبيتها مع حلول القرن الحادي عشر بعد الميلاد. في المرحلة الأنتيكية، كانت البلاد جزءًا من الإمبراطورية السلوقية - وبشكل ملحوظ لقّب الملوك السلوقيون أنفسهم ملك سوريا - ثم الإمبراطورية الرومانية فالبيزنطية؛ وخلال القرون الوسطى بعد فتح الشام، كانت البلاد حاضرة الدولة الأموية - أكبر دولة إسلامية في التاريخ من حيث المساحة - وقامت خلال مرحلة الدولة العباسية عدد من الإمارات والدول ذات التأثير، تلى دوالها قيام سوريا العثمانية التي استمرت حتى الحرب العالمية الأولى. بعد الحرب أعلن استقلال سوريا في 8 مارس 1920 من قبل المؤتمر السوري العام، إلا أن فرنسا رفضت الاعتراف بالمؤتمر، وأصدرت في سبتمبر 1920 مراسيم التقسيم، لاحقًا وبشكل تدريجي حتى 1936 أعيد اتحاد خمسة كيانات ضمن الجمهورية السورية، التي نالت استقلالها التام عام 1946، لتنتهي فترة الديمقراطية البرلمانية القصيرة، والتي تخللتها أزمات عديدة، عام 1963 بقيام نظام الحزب الواحد، الاشتراكي. اندلعت عام 2011 الأزمة السورية، التي أدت لدمار واسع في البلاد، ووصفت بكونها أكبر كوارثها في العصر الحديث.
الشعب السوري، من الشعوب النامية، والمتنوع عرقيًا ولغويًا ودينيًا، ويشكل عرب - مستعربي سوريا السنّة الغالبية بنحو 63% من مجموع الشعب؛ وهناك العديد من السمات الثقافية للشعب ككل. أبرز المدن والتي يفوق عدد سكانها مليوني نسمة، حلب، ودمشق؛ يبلغ عدد السكان حاليًا 22.5 مليون نسمة، وتنشط الهجرة منذ القرن التاسع عشر وهناك جاليات ضخمة من السوريين في الخارج. تعتبر سوريا من الدول النامية، ذات اقتصاد ضعيف، ومستوى دخل تحت المتوسط، وفساد واسع الانتشار، كان الاقتصاد اشتراكيًا ولم يبدأ بالإصلاح والتخلي التدريجي عنه بشكل فعلي إلا بعد عام 2000؛ في الأساس يعتمد الاقتصاد على الزراعة، والسياحة، والخدمات، مع ثروات باطنية، بعضها غير مستثمر بعد.

## التسمية
سُورِيَة أو سُورِيا: بضم السين، وكسر الراء، وتخفيف الياء. قال الفِيروزابادي في القاموس المحيط: سُورِيَةُ، مضمومة مخفَّفة: اسمٌ للشَّام. وأقرَّه الزَّبِيدي في تاج العروس، وزاد: والكلمة روميَّة. ونصَّ البَكْريُّ في معجم ما استعجم على تخفيفها أيضًا، قال: سُورِيَةُ، بضمِّ أوَّله، وكسر الراء المهملة، وتخفيف الياء وفتحها: اسمٌ للشَّام.
والكتابة الرسمية العُروبية هي سُورِيَة، وتُكتب أيضًا سُورِيَا حسب قاعدة رسم الأسماء الأعجمية. دُعيت البلاد باسم سوريا في العهد السلوقي في القرن الثالث قبل الميلاد، وفي الأدب الإغريقي فإن هيرودت وهوميروس سمَّيا البلاد سوريا. وفي الأدبيات العربية القديمة هذا الاسم - سوريا - أول من تناوله أبو محمد الهمداني في بعض مواضع كتابه.
التفسيرات المقدمة لمعنى الاسم متعددة أبرزها:
- أنها سميت نسبة إلى الإمبراطورية الآشورية التي أسست حضارة وثقافة واسعة في الهلال الخصيب، مع إبدال حرف الشين بالسين، وهو أمر مألوف في اللغات السامية. كان ثيودور نولدكه أول من اقترح وجود علاقة بين الاسمين. وتلقى هذه الفرضية انتشاراً واسعاً بين الباحثين، خصوصًا إثر اكتشاف نقوش مكتوبة باللغتين اللوية والفينيقية في قيليقية حيث تشير الفينيقية إلى لفظة آشور بينما تذكر اللوية سوريا في نفس المقطع.[29]
- أنها سميت نسبة إلى صور الواقعة على شاطئ البحر الأبيض المتوسط، وقد عرفها الإغريق بهذا الاسم نتيجة العلاقات التجارية المزدهرة بين الطرفين.

أما ما سمَّى به العرب البلاد فهو الشام، ولا يزال هذا المصطلح يُستخدم للإشارة إلى بلاد الشام كما يستخدم في اللهجات المحكية في سوريا للإشارة إلى مدينة دمشق، وقد تعددت النظريات حول أصل تسمية شام أيضًا أبرزها:
- أن الشام منسوبة إلى سام بن نوح، كما نسبت لغة البلاد القديمة وهي الآرامية إلى ابنه آرام، مع إبدال حرف السين بالشين وهو أمر مألوف في اللغات السامية.
- أن الشام في العربية تعني اليسار (الجهة)، فانطلاقًا من الموقع الجغرافي للحجاز سُمِّيت اليمن نسبةً إلى اليمين والشام نسبةً إلى الشَّمال أي اليسار.

## التاريخ

### التاريخ القديم

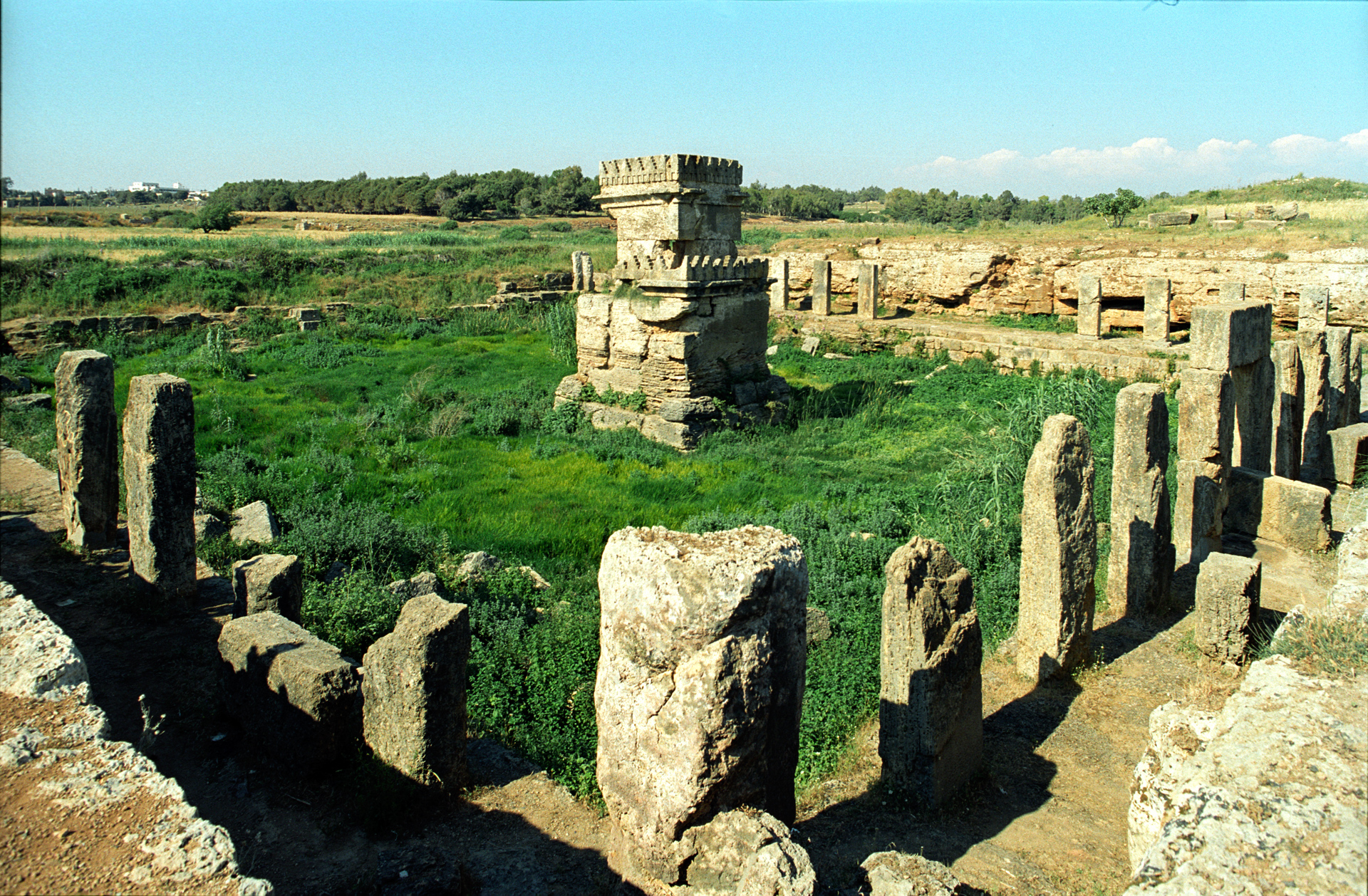
أطلال عمريت، الألف الثالث قبل الميلاد.

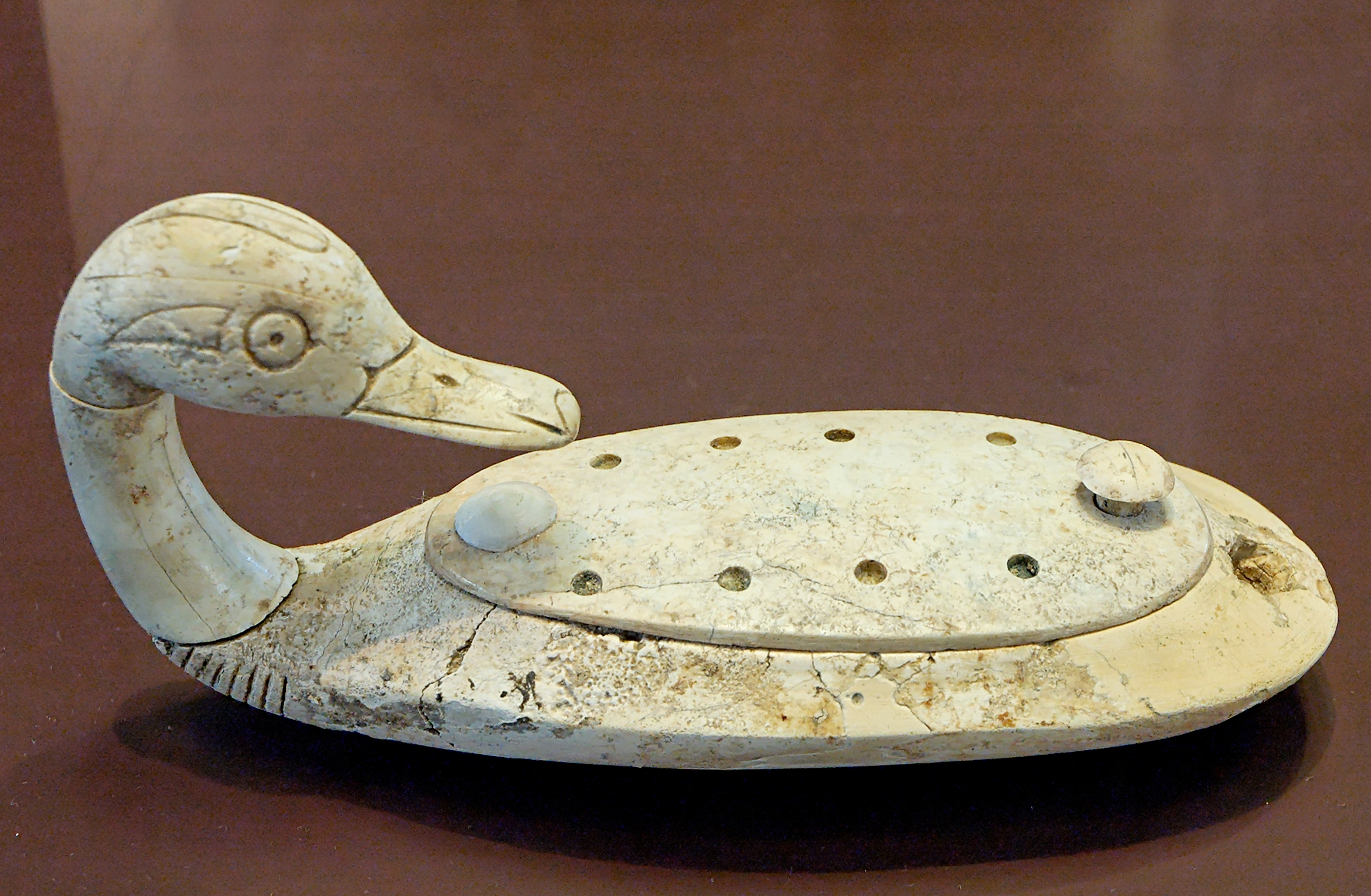
من خزف أوغاريت، الألف الثالث قبل الميلاد.

الآثار البشرية في المنطقة التي تشكل اليوم سوريا تعود لحوالي 750,000 عام قبل الميلاد، منها أنواع أسترالوبيثكس، ونياندرتال، والإنسان العاقل منذ حوالي 150,000 عام. الاستقرار في الأرض، والعمل في الزراعة يعود لنحو 12,000 عام قبل الميلاد، وتأسيس مستوطنات بشرية عديدة - 700 مستوطنة من العصر الحجري، بعضها لا يزال مستمر حتى اليوم، كمناطق مأهولة مثل دمشق وحلب - يجعل البلاد جنبًا إلى جنب مع العراق أبرز مناطق مهد الحضارة البشرية. التعقيد الحضاري انعكس منذ الألف الثالث قبل الميلاد، بقيام ممالك مزدهرة، مثل يمحاض، ومملكة ماري على نهر الفرات، والتي امتدت حتى حلب، وكلاهما ضمن الحضارة الأمورية، ومملكة إيبلا مضمن محافظة إدلب الحالية، ومملكة أوغاريت على الساحل، إلى جانب ممالك أقل أهمية مثل مملكة كانا. في أواسط الألف الثالث قبل الميلاد، ظهرت الإمبراطوريات الكبرى في الهلال الخصيب على أساس اللامركزية الإدارية، بدءًا من سرجون الأكادي، وبرزت في سوريا الحضارة الكنعانية بعد سقوط الإمبراطورية الأكادية في القرن الثالث والعشرين قبل الميلاد، ثم ظهرت في القرن الثامن عشر ثاني موحدي الهلال حمورابي ضمن الإمبراطورية البابلية التي انهارت في القرن السادس عشر. تعرف القرون اللاحقة وحتى القرن الحادي عشر «بالقرون المظلمة»، وتوالى فيها على حكم سوريا إمبراطورية هندوأوروبية منها كاشية، وحثية، أو حتى مصرية قديمة. ومع اضمحلال هذه الإمبراطوريات، برزت الحضارة الآرامية من القرن الحادي عشر قبل الميلاد بشكل المدن - الدول مثل مملكة بخياني، وآرام دمشق وغيرهما. وفي القرن التاسع قبل الميلاد، ظهر ثالث موحدي الهلال الخصيب شلمنصر الثالث في الإمبراطورية الآشورية، وتمكن خليفته نبوخذنصر من المحافظة على وحدة البلاد ضمن الإمبراطورية الكلدان حتى 531 قبل الميلاد حين غدت سوريا وحتى الفتح السلوقي مزربانية فارسية. في جميع تلك المرحل، تطورت أنواع مختلفة من الآداب، والقيم الاجتماعية، والفنون، والتجارة مع آسيا الصغرى، وأرمينيا، ومصر، وفارس، وبحريًا عبر المتوسط؛ والعمارة، والعلوم خصوصًا الهندسة والفلك. الحضارة الآرامية بوجه خاص، استمرت ما بعد سقوط الممالك الدول الآرامية، بشكل الهوية الحضارية واللغة الخاصة بسوريا مع تمايز فينيقي في الساحل.

### سوريا الأنتيكية

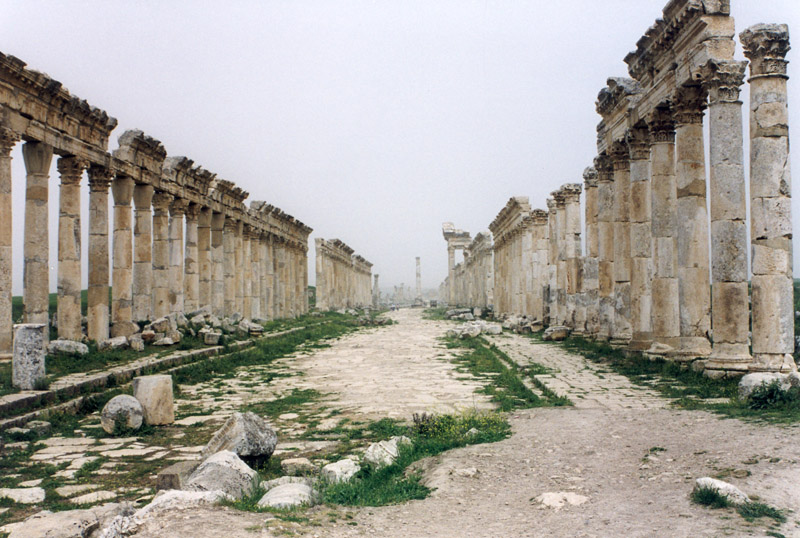
ما تبقى من الرواق الرئيسي في مدينة أفاميا التي بناها سلوقس الأول.

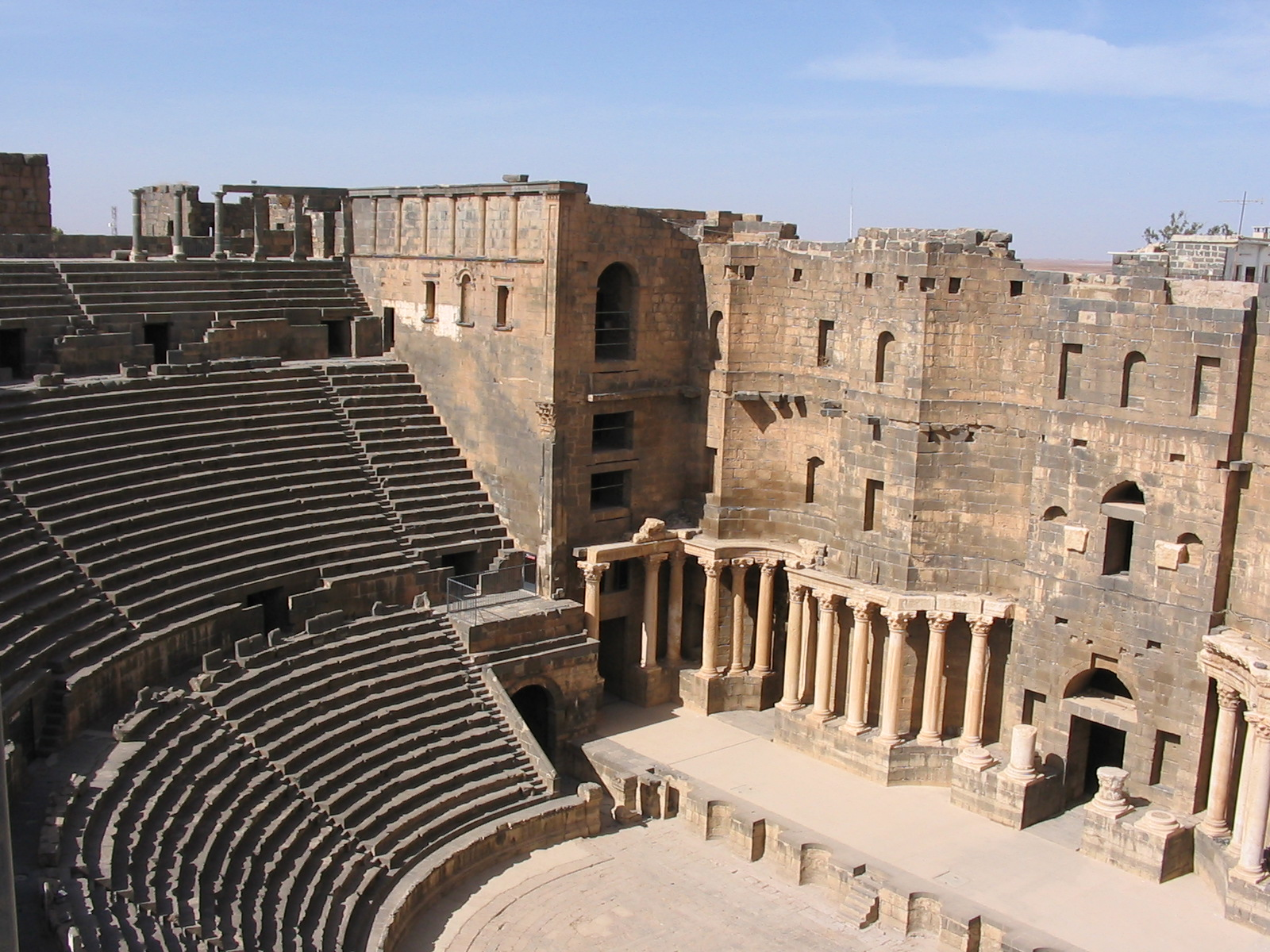
المدرج الروماني في بصرى عاصمة الولاية العربية الرومانية التي شملت القسم الجنوبي من سوريا، وهي مدرجة على لائحة التراث العالمي.

فتح الإسكندر المقدوني الهلال الخصيب عام 333 قبل الميلاد، وتفككت إمبراطوريته بعد وفاته، فكان الهلال الخصيب من نصيب سلوقس الأول الذي سمّى نفسه «ملك سوريا»، وعلى نهجه سار خلفاؤه؛ متخذين من أنطاكية التي بناها سلوقس مركزًا لحكمهم، وقد ظلّت أنطاكية عاصمة البلاد حتى نقلها إلى دمشق زمن الفتح. ترك السلوقيون، آثارًا عمرانيّة بارزة، وشيدوا 34 مدينة، واعتنوا بالتجارة، كما انتشرت الثقافة الهيلينية في البلاد، لاسيّما في المدن والمراكز التجاريّة. كدّرت تلك الحقبة بسلسلة الحروب السورية التي قامت بين السلوقيين حكام سوريا والبطالمة حكام مصر، والتي انتهت عام 198 قبل الميلاد بضم سوريا الجنوبية إلى المملكة مبعدًا النفوذ المصري عنها؛ وكان قبلاً قد وسّع من أملاكه شرقًا حتى حدود أفغانستان.
في القرن الأول قبل الميلاد، ضعف السلوقيون وتفككت أوصال دولتهم، وتمكّن ديكران ملك أرمينيا من احتلال أجزاء من البلاد عام 69 قبل الميلاد، وبعدها بفترة وجيزة، فتح الرومان سوريا عام 64 قبل الميلاد تحت قيادة قيادة بومبيوس الكبير، ودعيت المنطقة «ولاية سوريا الرومانية»، والتي قسّمت في وقت لاحق إلى ولايات أصغر حجمًا منها الولاية العربية ومركزها بصرى وسوريا السعيدة ومركزها أفاميا. تفاعل السوريون مع الفتح الروماني، واستطاعت العائلة السيفيرية المنحدرة من مدينة حمص أن تخرج خمسة أباطرة لروما خلال سيطرتها على العرش بين عامي 192 و236 وإلى جانب فيليب العربي بين 244 و249. ويذكر في هذا الإطار أيضًا مملكة حمص والإمبراطورية التدمرية التي تمتعت بحكم ذاتي ثم ثارت على روما وحازت نفوذًا سياسيًا واقتصاديًا واسعًا خلال عهد الملك أذينة ثم زوجته زنوبيا قبل أن يدمرها الرومان عام 272. ترافقت هذه الأحداث التاريخية مع انتشار المسيحية في البلاد منذ قرنها الأول، كما تدلّ التنقيبات والحفريات الأثريّة، والتي تركت آثارًا على اللغة والأدب والفلسفة، وقد أقرّ مجمع نيقية اعتبار أسقف أنطاكية من متقدمي العالم المسيحي.
برزت سوريا خلال القرنين الرابع والخامس كمعبر تجاري هام قوامه طريق الحرير الذي كان يبدأ في الصين وينتهي قرب أنطاكية، وتطورت اللغة الآرامية واشتقت منها اللغة السريانية التي باتت لغة سوريا اليومية، وبزغت العلوم والآداب متمثلة بالمدراس والجامعات وأبرزها في الرها ونصيبين وحران وغيرهم، وشابت القرن السادس اضطهادات طائفية، وانهيار الوضع الاقتصادي بنتيجة زيادة الضرائب واندلاع الحروب بين الإمبراطورية البيزنطية والإمبراطورية الساسانية، التي تمكّن الفرس على إثرها من دخول البلاد فاستطاع كسرى الأول عام 540 أن يحرق حلب وينهب أنطاكية وأفاميا وأعاد كسرى الثاني الكرة عام 613 فدمر دمشق وقتل معظم سكانها، ثم استرد هرقل سوريا بهجوم مضاد على الفرس عام 628.

### الأمويون والعباسيون

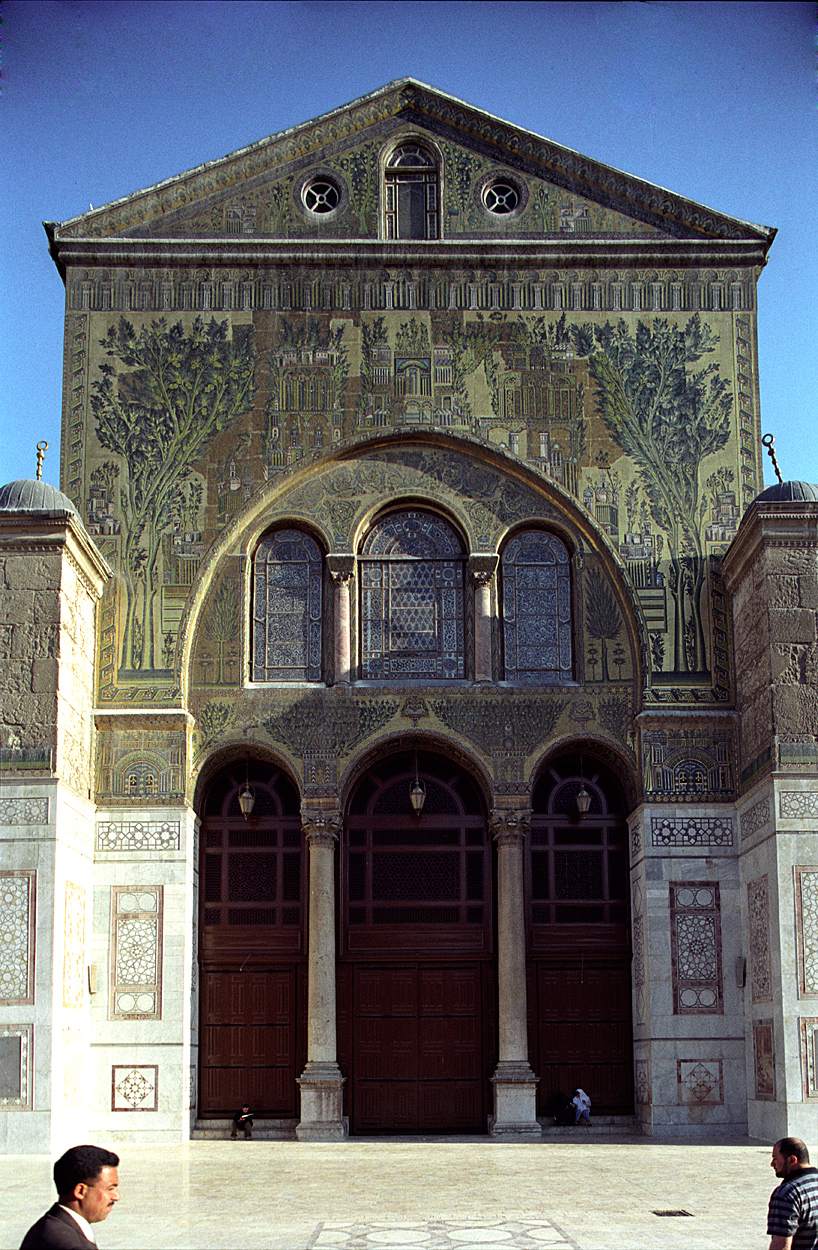
واجهة المسجد الأموي في دمشق والذي شيده الوليد بن عبد الملك.

فتحت أغلب المدن السورية سلمًا عام 636 أيام خلافة عمر بن الخطاب وتحت قيادة أبو عبيدة بن الجراح. بعد فترة وجيزة من الفتح، كانت سوريا إحدى معاقل الحرب الأهلية الأولى في الإسلام، والتي انتهت عام 661 بتأسيس الدولة الأموية وانتقال عاصمة الخلافة إلى دمشق. استمرّ الأمويون بحكم سوريا 132 عامًا، ازدهرت خلالها البلاد وانتعش اقتصادها وحركتها الفكرية كما تدلل كتابات المؤرخين والآثار المعمارية الباقية. أما الثورة العباسية عام 749 كانت وبالاً على البلاد لاسيّما دمشق بوصفها عاصمة الدولة السابقة، وفي المقابل برز اهتمام الخلفاء العباسيين خلال أوج قوة الدولة بوادي الفرات والمنطقة الشرقية على وجه الخصوص، كما استقرّ بها عدد من الخلفاء والقوّاد والأمراء طلبًا للراحة و«حسن المنظر». توالى على سوريا خلال ضعف الدولة العباسية العديد من السلالات الحاكمة التي أسست دولاً شبه مستقلة في كنف الدولة العباسية، ازدهرت البلاد في عهد بعضها كالحمدانيين، ولعلّ أهمها على الإطلاق كانت الدولة السلجوقية التي تمكنت من إعادة البلاد إلى طاعة الخليفة العباسي بعد أن دخلت في طاعة الخلافة الفاطمية ردحًا من الزمن. مع ضعف السلاجقة، تفككت الدولة إلى إمارات مستقلة، في مختلف المدن والمناطق التي سرعان ما تطاحنت في حروب أهلية، مع إهمال الاقتصاد وتكاثر الكوارث الطبيعية، ذلك لم يمنع البلاد من كونها موئلاً للشعراء، والفلاسفة، والفقهاء، والرحالة، والهجرات. أواخر القرن الحادي عشر تمكنت الحملة الصليبية الأولى من تأسيس ممالك لها في الساحل السوري، وقامت الحملة الصليبية الثانية بحصار دمشق، إلا أنها فشلت في دخولها. وتمكن بعد ذلك، الزنكيون من توحيد شمال البلاد، ثم استطاع صلاح الدين الأيوبي الذي ور ثهم، من توحيد مصر والشام في سلطنة واحدة واستعادة القدس، إلا أن معاركه مع إمارتي أنطاكية وطرابلس اقتصرت على الكر والفر، ليترك للمماليك الذين خلفوا الأيوبيين استكمال السيطرة على الشام بطرد الصليبيين من أنطاكية عام 1268 وطرابلس عام 1285؛ غير أن دمشق وحلب في الفترة ذاتها قد أحرقتا ودمرتها بنتيجة الغزوات المغولية بقيادة هولاكو، الذين تمكّن المماليك من طردهم بعد معركة عين جالوت، وتلاها بقرن دمارهما مع مدن أخرى لمرة ثانية نتيجة غزوات تيمورلنك عامي 1400-1401، وعمومًا فإن العهد المملوكي تمثل بالإهمال، وانتشار المجاعات والأوبئة، وانهيار الاقتصاد، وكثرة الانقلابات العسكرية، وثورات نواب المماليك في المدن السورية، وانتشار الأمية، حتى انخفض عدد السكان إلى الثلث أيام حكمهم الذي دام نحوًا من ثلاثة قرون؛ يستثنى من ذلك مدينة دمشق، التي أحاطها المماليك بعناية خاصة واعتبروها «عاصمة ثانية» بعد القاهرة.

### سوريا العثمانية

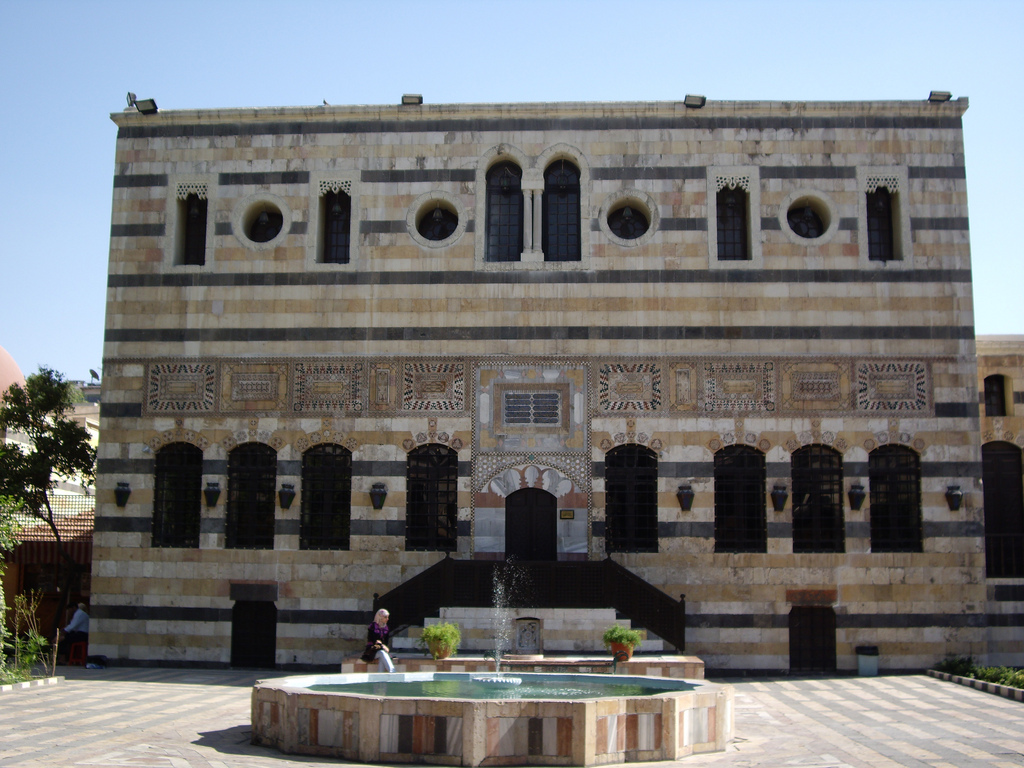
جانب من قصر العظم والذي بني عام 1749 ليكون مقرًا للوالي العثماني، وقد اعتبره فيليب حتي «أروع أثر عربي في القرن الثامن عشر».

امتدت فترة الحكم العثماني على سوريا سحابة أربعة قرون منذ أن سحق السلطان سليم الأول جيش المماليك في معركة مرج دابق شمال حلب يوم 24 أغسطس 1516، ومنها ملك مدن البلاد سلمًا وعلى رأسها دمشق في 26 سبتمبر 1516، وحتى انسحاب العثمانيين منها في أعقاب الثورة العربية الكبرى والحرب العالمية الأولى في أكتوبر 1918. في بداية عهدهم، أبقى العثمانيون بلاد الشام ضمن تقسيم إداري واحد، وحتى مع تتالي تعقيد التقسيم الإداري ظلّت الإيالات والولايات تشمل مناطق جغرافيّة هي اليوم بمعظمها تتبع مختلف دول بلاد الشام، أي سوريا ولبنان وفلسطين والأردن، إضافة إلى قسم ضمته تركيا على دفعتين، وقد دعيت الولايات الثلاث والمتصرفيات الثلاث في القرن التاسع عشر «الولايات العثمانية السورية».
عرفت دمشق وحلب خلال القرنين السادس عشر والسابع عشر ازدهارًا اقتصاديًا وسكانيًا، وساهم في ذلك كون قوافل الحج تجتمع في دمشق لتنطلق إلى الحجاز، وأغلب قوافل التجارة البرية نحو الخليج وفارس والعراق تمر من حلب؛ استمر الوضع الاقتصادي خلال عهد ولاة آل العظم في القرن الثامن عشر جيدًا، لكن عهد الفوضى والحروب بين الولاة ساد في ذلك الحين، فضلاً عن النزعات الاستقلالية أمثال ظاهر العمر وأحمد باشا الجزار وفخر الدين المعني الثاني؛ ولقرون عديدة لاسيّما في الريف فإن إرهاق الشعب بالضرائب، وهجمات البدو، وانعدام الأمن، وجور أغلب الإقطاع المحليّ، وانتشار الأمية كان أبرز سمات العهد العثماني. في عام 1831 دخلت البلاد في حكم محمد علي باشا، وكان حكمه فيها حكمًا إصلاحيًا من نواحي الإدارة والاقتصاد والتعليم، إلا أن سياسة التجنيد الإجباري التي انتهجها أدت إلى تململ السوريين من حكمه، وقيام ثورات شعبية متتالية ضده بين عامي 1833 و1837، وقد استطاع السلطان عبد المجيد الأول بدعم عسكري من روسيا القيصرية وبريطانيا والنمسا استعادة سوريا عام 1840.
خلال المرحلة الأخيرة من الحكم العثماني منذ 1840 وحتى اندلاع الحرب العالمية الأولى عام 1914 ازدهرت البلاد ونمت طاقاتها الاقتصادية بسرعة وعرفت ازدهارًا ثقافيًا وسياسيًا في المدن الكبرى وبعض المدن المتوسطة مثل حمص، مشكلة بذلك أحد أجنحة النهضة العربية، وكان تأسيس المطابع، ودور النشر، والمجلات، والصحف، والمدراس الوطنية والأجنبية، والجامعات، والجمعيات الوطنية السياسية والعلمية أحد أبرز وجوهها؛ بكل الأحوال، فقد انحصرت مرحلة النهضة بالمدن الكبرى أو المتوسطة ولم تصل إلى الريف الذي ظلّ بأغلبه مهملاً ومسيطرًا عليه من قبل الإقطاع. ورغم زوال الحكم العثماني، لا تزال آثاره المعمارية قائمة في المدن الكبرى خاصة ممثلة بالقصور والحمامات والمساجد والخانات والأسواق، كما أن عددًا من العادات والمفردات اللغوية والمأكولات التركية أصبحت جزءًا من تراث وثقافة الشعب السوري.

### المملكة، الانتداب، الجمهورية الأولى

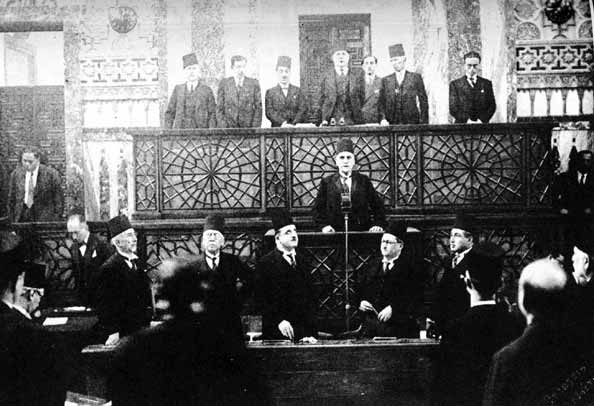
حفل تولي هاشم الأتاسي الرئاسة في مبنى المجلس النيابي، 21 ديسمبر 1936، ويظهر في الصورة ملقيًا خطابه الأول.

أدت النهضة العربية، للمطالبة بإصلاحات إدارية للدولة العثمانية جوبهت غالبًا بالتسويف والرفض من قبل الدولة، وهو ما خلق تباعدًا مها، استفحل بعد مجاعة 1915، وسياسة جمال باشا السفاح، وموجات الهجرة إلى العالم الجديد، والتجنيد الإجباري خلال الحرب العالمية الأولى، وهو ما أدى لإنطلاق الثورة العربية الكبرى عام 1916، والتي استطاعت مع فرق من قوات الحلفاء دخول سوريا في آخر سبتمبر 1918. في العالم التالي التأم المؤتمر السوري العام، أول برلمان سوري معاصر، وأعلن الاستقلال وقيام المملكة السورية العربية عام 1920، غير أن الحلفاء رفضوا الاعتراف بالكيان الجديد، وقامت فرنسا بحلّه بعد معركة ميسلون في يوليو 1920، لتبدأ مرحلة الانتداب الفرنسي، بصدور مراسيم التقسيم لأراضي المملكة التي أتت تشمل بلاد الشام لعشرة كيانات مستقلة، اتحدت خمس منها لتشكيل سوريا الحالية، أولاً عن طريق الاتحاد السوري عام 1922 الذي أعلنته فرنسا لتخفيف من حدة الانتقاد لسياستها، ثم استبدل عام 1925 بالدولة السورية، وهو العام نفسه الذي شهد اندلاع الثورة السورية الكبرى التي استمرت حتى 1927، وفي العام التالي، وكنتيجة غير مباشرة للثورة، جرت انتخابات الجمعية الدستورية التي وضعت دستور الجمهورية عام 1930، وانتخبت عام 1932 محمد علي العابد كأول رئيس للجمهورية. السنوات اللاحقة من النضال ضد الانتداب تشمل الإضراب الستيني، ومعاهدة 1936، ووصول الكتلة الوطنية للحكم برئاسة هاشم الأتاسي، واحتجاجات 1939 بعد فصل لواء إسكندرون، واحتجاجات 1941 ضد الأزمة الاقتصادية التي اندلعت خلال حكم بهيج الخطيب أثناء الحرب العالمية الثانية، التي تمكن الحلفاء فيها من السيطرة على سوريا بعد معركة دمشق 1941، وكانت قبلاً تابعة لحكومة فيشي؛ وقد أعلن الحلفاء استقلال سوريا، ونظمت انتخابات 1943 التي انتخبت شكري القوتلي رئيسًا. بعد نهاية الحرب العالمية الثانية، اندلعت انتفاضة الاستقلال، التي أفضت لنيل البلاد استقلالها الكامل عام 1946.
أدت الهزيمة في حرب 1948، واحتجاجات 1948، لأزمة في النظام السياسي المستقل حديثًا، افتتحت سلسلة انقلابات عسكرية بدءًا من انقلاب حسني الزعيم، وبعده بثلاث أشهر انقلاب سامي الحناوي، ثم انقلاب الشيشكلي الأول بعد التحضير للاندماج مع المملكة العراقية ضمن مشروع وحدة الهلال الخصيب، وفي عام 1950 كتب دستور جديد دعي «دستور الاستقلال»، وأفضى انقلاب الشيشكلي الثاني عام 1951 إلى تسلّمه السلطة منفردًا حتى خلع بنتيجة احتجاجات 1953، وانقلاب 1954. تعرف الفترة اللاحقة الممتدة حتى 1958، باسم ربيع الديمقراطية، والتي تميزت بسوء العلاقات مع تركيا، وتصاعد النفوذ الناصري الذي وصل ذورته بإعلان الجمهورية العربية المتحدة مع مصر عام 1958 بضغط من ضباط الجيش، وهو نفسه وبنتيجة «أخطاء الوحدة» أعلن فك الارتباط معها بانقلاب عام 1961؛ بعدالانفصال نظمت انتخابات 1961 وانتخب ناظم القدسي رئيسًا.

### الجمهورية الثانية
بالانقلاب 1963 قامت فرق بعثية في الجيش بالانقلاب على الحكم في 8 مارس، وهو ما أدى إلى إلغاء الدستور، وحل السلطات التنفيذية والتشريعية والقضائية، ونفي غالب الطبقة السياسية إلى خارج البلاد، فضلاً عن إعلان حال الطوارئ. السنوات اللاحقة تميزت بالصراع داخل أجنحة البعث المختلفة، ما أدى إلى انقلابين آخرين الأول هو انقلاب 1966 والثاني هو الحركة التصحيحية عام 1970 والتي أوصلت وزير الدفاع حافظ الأسد إلى السلطة، وتخلل الانقلابين خسارة الجولان خلال حرب 1967، وقد أفضت حرب 1973 إلى استعادة أجزاءٍ منه أهمها القنيطرة. عام 1973 أقرّ دستور جديد للبلاد، كرّس نظام الحزب الواحد باعتبار البعث «قائدًا للدولة والمجتمع»، وفي عام 1975 تدخلت سوريا عسكريًا في لبنان خلال الحرب الأهلية اللبنانية واستمرت بالتواجد حتى 2005. عام 1979 اندلعت انتفاضة بقيادة الإخوان المسلمين تطورت إلى مواجهات عسكرية انتهت عام 1982 بما يعرف بمجزرة حماة الكبرى؛ كما عانت البلاد في أزمة اقتصادية وكساد في الأسواق بين 1985 - 1990. عام 1991، شاركت سوريا في مؤتمر مدريد الذي قبلت به بالسلام مع إسرائيل مقابل إعادة الجولان، كذلك أخذت تتجه تدريجيًا نحو التخلّي عن المبادئ الاشتراكية باتجاه السوق المفتوحة، لاسيّما بعد تولي بشار الأسد لرئاسة الجمهورية عام 2000، خلفًا لوالده بتعديل دستوري. بكل الأحوال، باستثناء المرحلة القصيرة المعروفة باسم «ربيع دمشق» فعلى مستوى الحريات السياسية والإعلامية ونشاط الأحزاب والمجتمع المدني وحقوق الإنسان وتسلّط أجهزة الأمن، فلم تطرأ تغييرات تذكر على نظام الحزب الواحد.

### الحرب الأهلية السورية

متظاهرون في ساحة العاصي بمدينة حماة، للمطالبة بإسقاط النظام. يوليو عام 2011.

في مارس 2011 اندلعت احتجاجات ضد الحكم القائم كجزء من الربيع العربي، وسرعان ما توسعت أفقيًا وعموديًا لتشمل معظم محافظات البلاد، ردّت عليها السلطة بالقمع وإطلاق الرصاص الحي على المتظاهرين، وقد اتهمت المنظمات الدولية قوى الأمن والجيش السوري بارتكاب انتهاكات لحقوق الإنسان أثناء الانتفاضة، وقد أدى استياء قوى المعارضة من السلطة إلى نشوء حركات مسلحة من منشقين عن الجيش النظامي ومتطوعين مدنيين، مثل الجيش السوري الحر، وبنتيجتها تعسكرت الاحتجاجات، وتحولت إلى حرب مدن، ومعارك تستخدم فيها الأسلحة الثقيلة، وبمشاركة مقاتلين وجيوش أجنبية - مثل تركيا وحزب الله، في حين أقرت الحكومة سلسلة إصلاحات من طرفها مثل دستور 2012 الذي ألغى نظريًا «قيادة البعث للدولة والمجتمع». وفي ظل فشل المحاولات الدبلوماسية لحلها، وعدم تحقيق حسم عسكري، أفضت الأزمة منذ اندلاعها، إلى دمار واسع في البنية التحتية لعدد وافر من المدن السورية، وبروز أزمة اللاجئين السوريين في الداخل وفي الخارج، وإتلاف مواقع أثرية، وشبه انهيار في الاقتصاد، سوى الأعداد المرتفعة باستمرار للقتلى، والجرحى، والمعاقين، والمعتقلين، والمخطوفين، والمختفين.
ووثق المرصد السوري لحقوق الإنسان، مقتل ومصرع 210060 شخصاً، منذ انطلاقة الأزمة السورية في الـ 18 من شهر آذار /مارس عام 2011، تاريخ سقوط أول قتيل في محافظة درعا، حتى تاريخ 05/2/2015 وقد توزعوا على الشكل التالي: الشهداء المدنيون:100973، بينهم 10664 طفلاً، و6783 أنثى فوق سن الثامنة عشر، و35827 من مقاتلي الكتائب المقاتلة والكتائب الإسلامية، قتلى المنشقين المقاتلين: 2498.

### سقوط نظام آل الأسد

الوضع العسكري قبل هجمات المعارضة في أواخر عام 2024.الأراضي التي تسيطر عليها قوات سوريا الديمقراطية (باللون الأصفر)، وتنظيم الدولة الإسلامية (باللون الرمادي)، والجيش السوري (باللون الأحمر)، والجيش الوطني السوري وتركيا (باللون الأخضر الفاتح)، وهيئة تحرير الشام (باللون الأبيض)، والجيش السوري الحر والولايات المتحدة (باللون الأزرق المخضر).

في أواخر عام 2024، استولى تحالف من قوات المعارضة بقيادة هيئة تحرير الشام الإسلامية على حلب ثم على مدن رئيسية بما في ذلك دمشق، مما دفع قوات النظام السوري إلى شن حملة جوية انتقامية بدعم من أصول الطيران الروسي حيث أسفرت الضربات التي استهدفت المراكز السكانية والعديد من المستشفيات في مدينة إدلب التي تسيطر عليها المعارضة عن مقتل 25 شخصًا على الأقل وفقًا لمجموعة الإنقاذ الخوذ البيضاء. وأصدر حلف شمال الأطلسي بيانًا مشتركًا يدعو إلى حماية المدنيين والبنية التحتية الحيوية لمنع المزيد من النزوح وضمان وصول المساعدات الإنسانية. وشددوا على الحاجة الملحة إلى حل سياسي بقيادة سورية، وفقًا لقرار مجلس الأمن التابع للأمم المتحدة رقم 2254، الذي يدعو إلى الحوار بين الحكومة السورية وقوات المعارضة. مما تسبب في فرار الأسد من البلاد.

### سوريا ما بعد البعث ونظام الأسد

الوضع العسكري بعد سقوط نظام الأسد في ديسمبر/كانون الأول 2024.الأراضي التي تسيطر عليها قوات سوريا الديمقراطية (باللون الأصفر)، وتنظيم الدولة الإسلامية (باللون الرمادي)، والجيش السوري الحر وتركيا (باللون الأخضر الفاتح)، وجيش سوريا الديمقراطية (باللون الوردي)، وهيئة تحرير الشام (باللون الأبيض)، وجيش سوريا الديمقراطية والولايات المتحدة (باللون الأزرق المخضر).

بعد سقوط نظام الأسد، ظل رئيس وزراء الأسد التاسع محمد غازي الجلالي، بدعم من المعارضة وأبو محمد الجولاني، في منصبه بصفة مؤقتة حتى تشكلت حكومة انتقالية بقيادة محمد البشير في اليوم التالي. ودعا الجلالي إلى إجراء انتخابات جديدة حتى يتمكن الشعب السوري من اختيار قادته الجدد.
بعد وقت قصير من سقوط نظام الأسد، بدأت إسرائيل غزوًا بريًا لمنطقة الخط البنفسجي العازلة بالقرب من مرتفعات الجولان، بالإضافة إلى بدء سلسلة من الغارات الجوية ضد المستودعات العسكرية والقواعد البحرية السورية، ويزعم الجيش الإسرائيلي أنه دمر البنية التحتية العسكرية البعثية، بما في ذلك مصانع الأسلحة الكيميائية، حتى لا يتمكن «المتمردون» من استخدامها.
في 12 ديسمبر 2024، قال متحدث باسم الحكومة الانتقالية لوكالة فرانس برس إنه خلال فترة ولاية الحكومة التي تبلغ ثلاثة أشهر سيتم تعليق الدستور والبرلمان وسيتم إنشاء "لجنة قضائية وحقوق الإنسان" لمراجعة الدستور قبل إجراء التعديلات.

## الجغرافيا

### الموقع والتضاريس

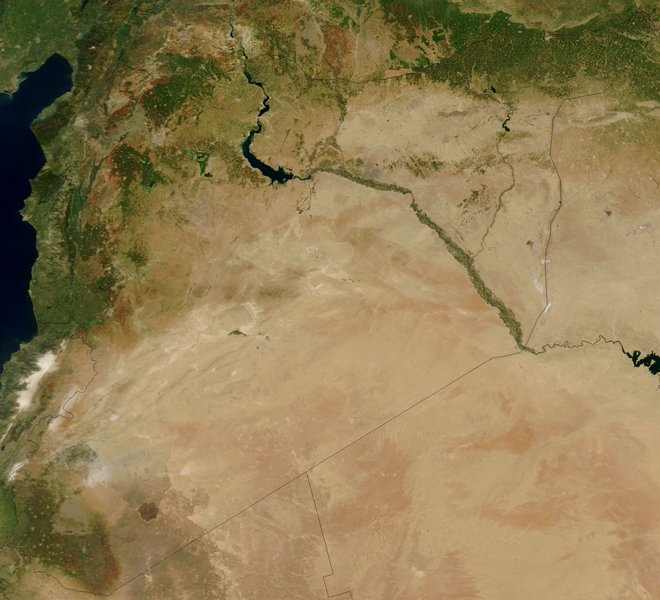
صورة فضائية لأهم التضاريس السوريّة.

تقع سوريا في الجزء الجنوبي الغربي من قارة آسيا؛ تطل سوريا على البحر الأبيض المتوسط ويبلغ طول الشريط الساحلي 193 كم، أما مجموع الحدود العام يبلغ 2253 كم وهو موزع بين تركيا في الشمال والعراق في الشرق والجنوب، والأردن في الجنوب، أما من ناحية الغرب فإلى جانب البحر الأبيض المتوسط يحد سوريا كل من لبنان وإسرائيل؛ بين خطي عرض 32 – 37.5 شمال خط الاستواء، وبين خطي طول 35.5 – 42 شرق غرينتش، وتبلغ مساحتها 185000 كم2.

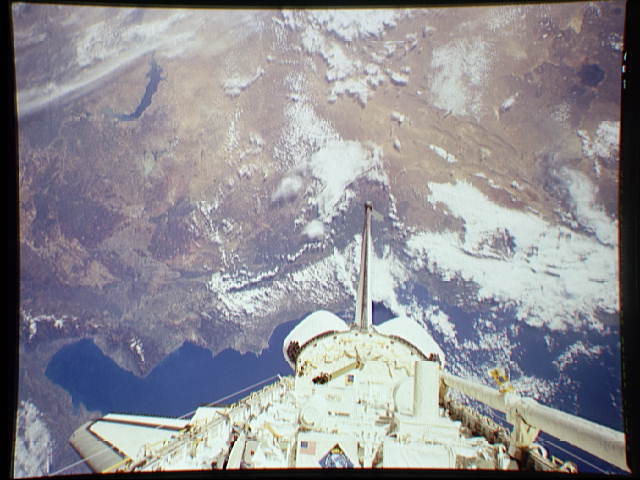
صورة فضائية تظهر فيها سوريا من مهمة ناسا رقم STS062

تضاريس البلاد متنوّعة: في الجنوب تقع هضبة الجولان البركانيّة وسهل حوران الخصيب يليه جبل العرب المكوّن أساسًا من الصخور البازلتية؛ نحو الشمال يوجد سلسلة جبال لبنان الغربية على الحدود مع لبنان والتي تحوي أعلى نقطة في البلاد وهي جبل الشيخ أو حرمون، وتنبسط منها سهول خصيبة تشكل غوطة دمشق، قبل أن تتحول إلى أراض جبلية جرديّة قاحلة في سلسلة جبال القلمون والنبك إلى شمال ريف دمشق؛ قبل أن تنبسط مجددًا في سهل الغاب وسهول الساحل السوري، الذي تقسمه طوليًا سلسلة جبال الساحل الممتدة من الحدود التركيّة وحتى لبنان، ويعدّ جبل الزاوية رديفًا له. في أقصى الشمال السوري، تتموضع حلب القائمة على هضبة محيطة بسهول خصيبة مع بعض الجبال مثل جبل سمعان؛ وتلتقي مع وادي الفرات ذي التربة الخصبة الممتد حتى الحدود العراقيّة؛ ويقع في أقصى الشمال الشرقي منطقة الجزيرة، التي اكتسبت اسمها من لكثرة الأنهار المتواجدة فيها، والتي تعتبر أيضًا من أخصب مناطق البلاد. بين وادي الفرات وسهل الغاب تتواجد بادية الشام، الرملية والقاحلة، تتخللها بضع جبال مثل سلسلة الجبال التدمرية. في سوريا جزيرة واحدة مقابل طرطوس هي جزيرة أرواد، وعدد من الأودية مثل وادي النصارى ووادي بردى.

### الحدود

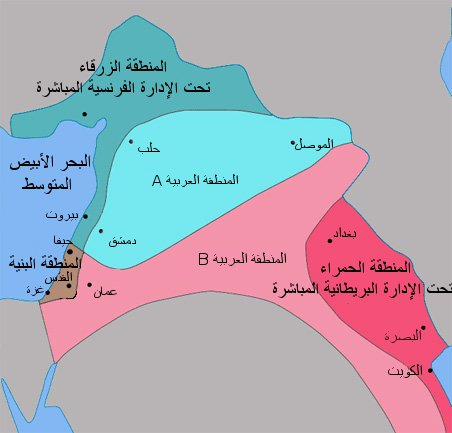
خارطة سايكس بيكو التي قسمت الهلال الخصيب بين فرنسا وبريطانيا عام 1916، كشفت عام 1917.

هناك اتفاق بين غالبية الباحثين أنّ لفظ سوريا كان يشمل حتى القرن العشرين مساحة أوسع مما هي عليه اليوم؛ ويشار إليها حاليًا بمصطلحات مثل «سوريا الجغرافية» أو «سوريا الكبرى» أو «سوريا الطبيعية»، وهي تشمل بلاد الشام أو الهلال الخصيب. في عام 1920 نصّت معاهدة سيفر بين تركيا وفرنسا على اعتبار أراضي شمال سكة حديد إسطنبول - بغداد، تابعة لتركيا، وهي منطقة مؤلفة من أكراد وسريان وأرمن وعرب، وذات صلة اجتماعية واقتصادية بحلب. عام 1937 فصل الانتداب لواء إسكندرون ومنحه حكمًا مستقلاً، ثم ضمّته تركيا عام 1939 بحجة كون سكانه من الأتراك رغم أنّ نسبتهم فيه لا تتجاوز 40%. في سبتمبر 1920 فصلت الأقضية الأربعة وأهمها بعلبك والبقاع عن دمشق، وألحقت بمتصرفية جبل لبنان ذات الحكم الذاتي منذ 1860 لتشكيل دولة لبنان الكبير. في العام ذاته، فصل تحقيقًا لاتفاقية سايكس بيكو ما كان يعرف باسم «سوريا الجنوبية» ومنح لبريطانيا التي أقامت فيه إمارة شرق الأردن، إرضاءً للهاشميين بعد أن خسر الملك فيصل حكم دمشق. أخيرًا فإنه بعد الهزيمة في حرب 1967 احتلت إسرائيل الجولان. خلال القرن المنصرم، طرحت محاولات عديدة للتوحيد أبرزها مشروع الملك عبد الله الأول عن سوريا الكبرى عام 1947، ومشروع حزب الشعب للوحدة مع العراق عام 1950.

### المناخ

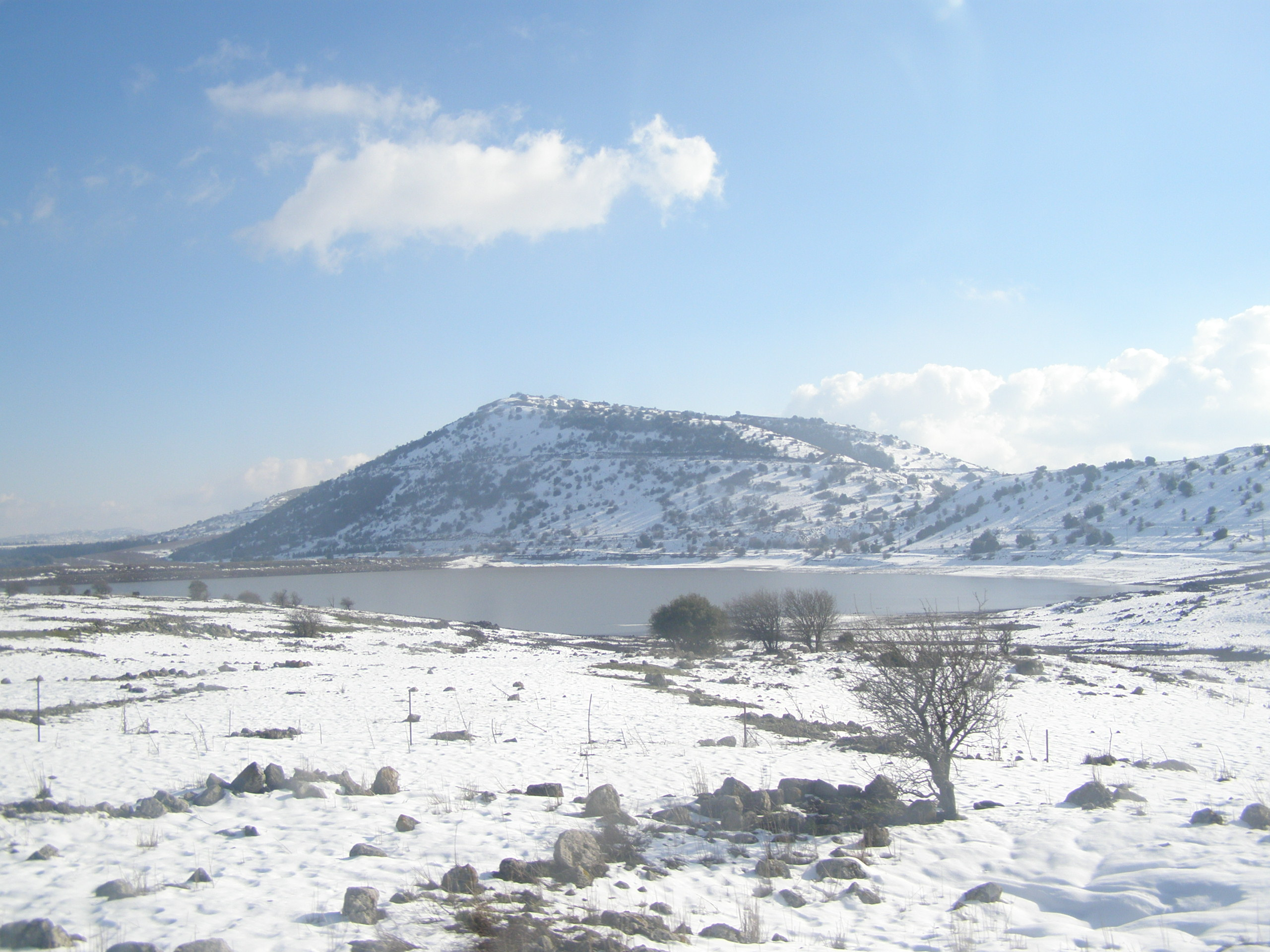
تل الغرام، مغطى بالثلوج في الجولان.

خريطة سوريا المناخية

المناخ في سوريا يصنف في شعبتين كبيرتين هما مناخ متوسطي في المنطقة الساحلية والمناطق القريبة منها، وجاف في سائر المناطق. المناخ المتوسطي يتميز بصيف حار وجاف وشتاء بارد وماطر مع وجود فصلين انتقاليين هما الخريف والربيع، أما المناخ الجاف فهو قليل الأمطار قارس البرودة في الشتاء حيث تنخفض درجات الحرارة ما دون الصفر المئوي وشديد الحرارة في الصيف، أما في المناطق الجبلية والمرتفعات تسود درجات حرارة معتدلة صيفًا بحكم الموقع المرتفع. هطول الأمطار عادةً ما يكون بين سبتمبر ومايو من كل عام؛ وتسقط الثلوج على المرتفعات الغربية ويبلغ الهطول حده الأقصى عادةً في شهر يناير، ويتصف بعدم التجانس في توزيع المطر بين الساحل والداخل، وكذلك باختلاف معدلات الهطل المطري السنوي على الأراضي، ويمكن التمييز بين ثلاث مناطق: المناطق ساحلية ذات هطل مطري مرتفع، يصل إلى حوالى 1200 مم/سنة؛ ومناطق داخلية مجاورة للمنطقة الساحلية، يتضاءل فيها الهطل ليصل إلى حوالى 250 مم/سنة، ويرتفع إلى 550 مم/السنة في المناطق الشمالية والشمالية الشرقية؛ ومناطق البادية وهي تشكل حوالى 60 % من مساحة البلاد، حيث لا يتجاوز معدل الهطل فيها 150 مم/سنة. بخصوص الرطوبة، فيتصف الجو في جميع أنحاء سوريا عدا المناطق الساحلية بارتفاع في معدل الرطوبة النسبية خلال فصل الشتاء وانخفاضها في فصل الصيف؛ أما بالنسبة للمنطقة الساحلية فهي ذات رطوبة نسبية مرتفعة خلال فصل الصيف بسبب تأثير البحر؛ وتكون المناطق الصحراوية والنصف صحراوية هي أقل المناطق رطوبة؛ ويبلغ معدل الرطوبة خلال فصل الصيف من 20-50% في المناطق الداخلية ومن 70-80% في المناطق الساحلية، أما في فصل الشتاء فيتراوح المعدل بين 60-80% في المناطق الداخلية وبين 60-70% في المناطق الساحلية. أما الرياح، فهي معتدلة، باستثناء هبوب رياح البادية على دمشق ومناطق وادي الفرات في فصل الصيف.

### المياه

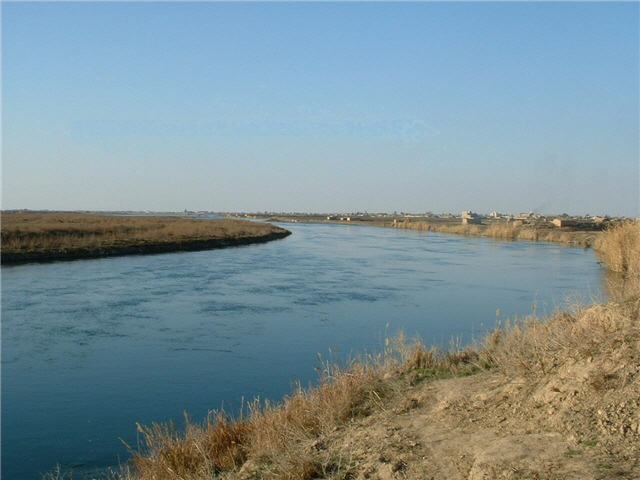
نهر الفرات عند البوكمال.

سوريا غنية بالموارد المائية، سواءً أكانت أنهارًا أم بحيرات أم ينابيع جوفية. أكبر الأنهار المارة في سوريا هو نهر الفرات، الذي يدخل سوريا من تركيا ويجتاز منطقتها الشرقيّة باتجاه العراق ويبلغ طول مجراه في أراضي الجمهورية 675 كم، يضاف إليه عدد من الروافد الأساسية أبرزها نهر البليخ بطول 460 كم ونهر الخابور. كما يمر في سوريا نهر دجلة بطول 50 كم في أقصى الشمال الشرقي محاذيًا الحدود العراقية. ثالث الأنهار السورية من حيث الطول هو نهر العاصي الذي يدخل سوريا من لبنان بطول 325 كم ويشكل العصب الرئيسي للمناطق الزراعية في سهل الغاب؛ كما تتميز المنطقة الساحلية بالأنهار الجبلية القصيرة أبرزها نهر السن ونهر الكبير الشمالي، كما يوجد نهر بردى الذي ينبع من سلسلة جبال لبنان الشرقية مارًا بدمشق وغوطتها قبل أن يصب في بحيرة العتيبة في البادية، ويشكل المحفظة المائية لمدينة دمشق وريفها. أما الجنوب فأهمّ أنهاره نهر اليرموك الذي يتابع طريقه غربًا ملتقيًا بنهر الأردن قبل أن يصب بالبحر الميت. أقامت الدولة، عددًا وافرًا من السدود على مختلف الأنهار المارة في البلاد، أهمها سد الفرات الذي يشكل من خلفه بحيرة صناعية بطاقة 14.1 مليار متر مكعب من المياه؛ ومن السدود الهامة الأخرى، سد الرستن على نهر العاصي، وسد 16 تشرين على النهرالكبير الشمالي.

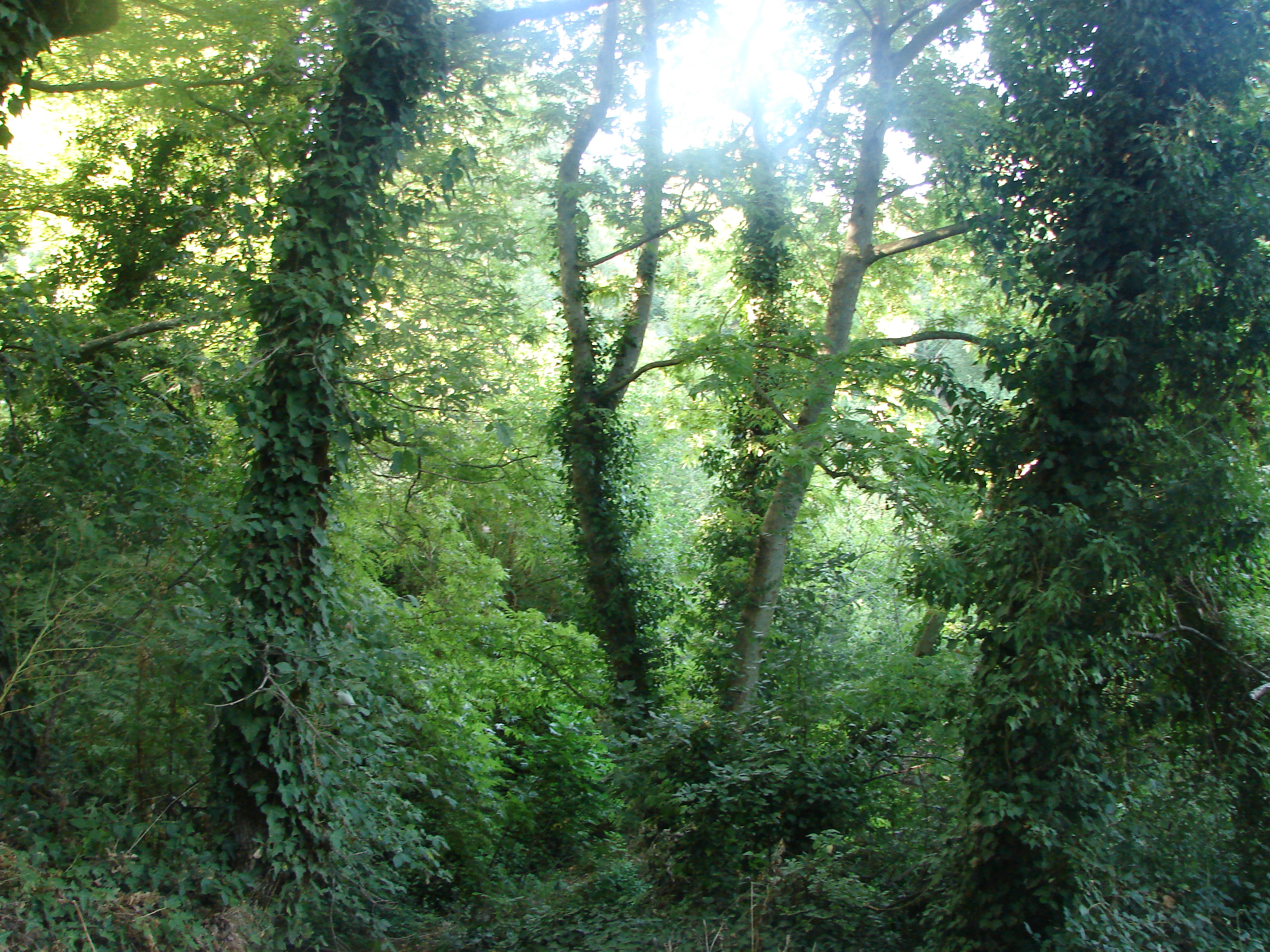
صورة من عمق غابة البطار في محافظة طرطوس.

تحوي سوريا عددًا من البحيرات الطبيعية والاصطناعية المتشكلة خلف السدود أكبرها بحيرة الأسد، والبحيرات السبع قرب اللاذقية، وبحيرة 17 نيسان على نهر عفرين وبحيرة الرستن على نهر العاصي التي أنشئت عام 1960؛ أما البحيرات الطبيعية في سوريا أبرزها بحيرة قطينة قرب حمص وبحيرة زرزر قرب الزبداني، وبحيرة مسعدة في الجولان التي تتميز بمياهها الكبريتية.

### الغطاء النباتي والحيواني
الغطاء النباتي في سوريا متنوع في المناطق الوسطى والغربية ويناقض ذلك في مناطق بادية الشام وعموم المنطقة الشرقية. تحوي سوريا على ثلاثين محمية طبيعية؛ وتعتبر محافظة اللاذقية أغنى المحافظات السورية من حيث الغابات والغطاء النباتي بنسبة 31% من مجموع غابات الجمهورية تليها منطقة سهل الغاب بحوالي 12%. ويعيش في سوريا حوالي 3500 نوع من النباتات والأشجار فيها. أما عن الغطاء الحيواني فهو بدوره متنوع غير أن بضع حيوانات كانت تعيش في سوريا كالفيل السوري أو الفهد قد انقرضت تمامًا، ويلعب التصحر دورًا مهمًا في القضاء على التنوع النباتي والحيواني في سوريا، ويهدد 18% من مجمل المساحة العامة. وتسعى الحكومة السورية لمكافحة التصحر من خلال خطط خاصة توضع لذلك.

## السكان
بلغ عدد سكان سوريا حسب تقديرات الأمم المتحدة عام 2017، في مطلع شهر تموز حوالي 18,270 مليون نسمة بمعدل نمو سكاني سالب بلغ -2.30% في حين قدرت نسبة الولادات بحوالي 18.9 مولود لكل ألف نسمة مقابل 5.4 مولود من الوفيات لكل ألف نسمة أيضًا؛ ويقيم حوالي 56.1% من مجموع السكان في المدن. وتعتبر مدينة حلب أكبر المدن السوريّة، بينما تتميز دمشق الكبرى بأكبر تجمع سكاني، ويقطن في المنطقتين 44% من مجموع الشعب. ولقد ارتفع عدد السكان من 4.5 مليون نسمة عام 1960 إلى 23.5 مليون نسمة (حسب تقديرات سنة 2010)، بسبب تحسن مستوى المعيشة والحالة الصحية، بينما انخفض معدل الخصوبة من 7 أطفال للمرأة الواحدة في المتوسط خلال منتصف القرن العشرين إلى 3 أطفال حاليًا، مع بقاء هذا الرقم فوق المتوسط العالمي المحدد بأنه 2.1 طفل للمرأة؛ وكانت هذه الزيادة السكانية المتسارعة تؤثر سلبًا على الاقتصاد والتنمية. إلى جانب المدن التي يفوق عدد سكانها المليونين وهما دمشق وحلب، فإن المدن التي فاق عدد سكانها المليون أو شارفت على ذلك هي حمص، وحماة، واللاذقية؛ أما بقية السكان فيعيشون في المدن الصغيرة، والريف إلى جانب وجود مجموعات قليلة من البدو في بادية الشام. تعاني البلاد من تضخم المدن الكبرى كدمشق وحلب مدعومة بالهجرة من الريف إلى المدينة، وهو ما يؤثر سلبًا على التنمية؛ وبشكل عام فإنّ الكثافة السكانيّة تعتبر عالية في المنطقة الساحلية وسهل الغاب وجبل الزاوية، والعاصمة دمشق وريفها ومدينة حلب، وتقلّ في الجزيرة ووادي الفرات، وتنعدم تقريبًا في بادية الشام.
منذ القرن التاسع عشر، ازدهرت الهجرة من سوريا نحو العالم الجديد، خصوصًا أمريكا اللاتينية، ويقدر العدد التقريبي لذوي الأصول السورية بنحو 12 - 15 مليون نسمة، ومع امتلاكهم حق الحصول على الجنسية السورية فإن معظمهم غير حاصل عليها، وفي الفترة الراهنة تزدهر الهجرة نحو منطقة مجلس التعاون لدول الخليج العربية، ذات التأثير الديموغرافي الأقل على البلاد بسبب القرب الجغرافي من جهة، وعدم التجنيس في دول المهجر من جهة ثانية. لقد كانت سوريا منذ العصور القديمة موئلاً لهجرات عديدة، أو توطين بديل مثل هجرة الشركس في القرن التاسع عشر، أو فرق عسكرية وتجار استقرت نهائيًا في البلاد مثل التركمان، والأرناؤوط، وأحدث الهجرات هي هجرة بعض العشائر من نجد إلى وادي الفرات أواخر القرن السابع عشر، والهجرة الأرمنية خلال الحرب العالمية الأولى، وهجرة فلسطيني سوريا في أعقاب حربي 1948، و1967، والهجرة من الجولان بعد حرب 1967 أيضًا، والهجرة العراقية بعد غزو 2003.

| المدن والبلدات الكبرى في سوريا تعداد عام 2004 | المدن والبلدات الكبرى في سوريا تعداد عام 2004 | المدن والبلدات الكبرى في سوريا تعداد عام 2004 | المدن والبلدات الكبرى في سوريا تعداد عام 2004 | المدن والبلدات الكبرى في سوريا تعداد عام 2004 | المدن والبلدات الكبرى في سوريا تعداد عام 2004 | المدن والبلدات الكبرى في سوريا تعداد عام 2004 | المدن والبلدات الكبرى في سوريا تعداد عام 2004 | المدن والبلدات الكبرى في سوريا تعداد عام 2004 | المدن والبلدات الكبرى في سوريا تعداد عام 2004 |
|                                               | الترتيب                                       | الاسم                                         | محافظات                                       | السكان                                        | الترتيب                                       | الاسم                                         | محافظات                                       | السكان                                        |                                               |
| --------------------------------------------- | --------------------------------------------- | --------------------------------------------- | --------------------------------------------- | --------------------------------------------- | --------------------------------------------- | --------------------------------------------- | --------------------------------------------- | --------------------------------------------- | --------------------------------------------- |
| حلب دمشق                                      | 1                                             | حلب                                           | محافظة حلب                                    | 2,132,100                                     | 11                                            | طرطوس                                         | محافظة طرطوس                                  | 115,769                                       | حمص اللاذقية                                  |
| حلب دمشق                                      | 2                                             | دمشق                                          | محافظة دمشق                                   | 1,552,161                                     | 12                                            | جرمانا                                        | محافظة ريف دمشق                               | 114,363                                       | حمص اللاذقية                                  |
| حلب دمشق                                      | 3                                             | حمص                                           | محافظة حمص                                    | 652,609                                       | 13                                            | الدوما                                        | محافظة ريف دمشق                               | 110,893                                       | حمص اللاذقية                                  |
| حلب دمشق                                      | 4                                             | اللاذقية                                      | محافظة اللاذقية                               | 383,786                                       | 14                                            | منبج                                          | محافظة حلب                                    | 99,497                                        | حمص اللاذقية                                  |
| حلب دمشق                                      | 5                                             | حماة                                          | محافظة حماة                                   | 312,994                                       | 15                                            | إدلب                                          | محافظة إدلب                                   | 98,791                                        | حمص اللاذقية                                  |
| حلب دمشق                                      | 6                                             | الرقة                                         | محافظة الرقة                                  | 220,488                                       | 16                                            | درعا                                          | محافظة درعا                                   | 97,969                                        | حمص اللاذقية                                  |
| حلب دمشق                                      | 7                                             | دير الزور                                     | محافظة دير الزور                              | 211,857                                       | 17                                            | الحجر الأسود                                  | محافظة ريف دمشق                               | 84,948                                        | حمص اللاذقية                                  |
| حلب دمشق                                      | 8                                             | الحسكة                                        | محافظة الحسكة                                 | 188,160                                       | 18                                            | داريا                                         | محافظة ريف دمشق                               | 78,763                                        | حمص اللاذقية                                  |
| حلب دمشق                                      | 9                                             | القامشلي                                      | محافظة الحسكة                                 | 184,231                                       | 19                                            | السويداء                                      | محافظة السويداء                               | 73,641                                        | حمص اللاذقية                                  |
| حلب دمشق                                      | 10                                            | السيدة زينب                                   | محافظة ريف دمشق                               | 136,427                                       | 20                                            | الثورة                                        | محافظة الرقة                                  | 69,425                                        | حمص اللاذقية                                  |

### المجموعات الدينية والعرقية
| مكونات الشعب السوري | مكونات الشعب السوري | مكونات الشعب السوري | مكونات الشعب السوري | مكونات الشعب السوري |
| ------------------- | ------------------- | ------------------- | ------------------- | ------------------- |
| المكون              | المكون              |                     | النسبة المئوية      | النسبة المئوية      |
| عرب سنّة             | عرب سنّة             |                     | 63%                 | 63%                 |
| عرب علويون          | عرب علويون          |                     | 12%                 | 12%                 |
| مسيحيون             | مسيحيون             |                     | 10%                 | 10%                 |
| أكراد سنة           | أكراد سنة           |                     | 9%                  | 9%                  |
| عرب دروز            | عرب دروز            |                     | 3%                  | 3%                  |
| عرب إسماعيليون      | عرب إسماعيليون      |                     | 1%                  | 1%                  |
| أقليات أخرى         | أقليات أخرى         |                     | 2%                  | 2%                  |

يتكون الشعب السوري من سبعة عرقيات مختلفة، وتسعة طوائف باعتبار الكنائس المسيحية طائفة واحدة، و19 طائفة باعتبار الكنائس المسيحية طوائف منفصلة. ينصّ الدستور على المساواة في الحقوق والواجبات بين كافة السوريين. على مستوى الدين، فإنّ الإسلام وفق مذاهب أهل السنة والجماعة لاسيّما المذهب الحنفي هو الأكثر انتشارًا بين السوريين بحوالي 74%، وينصّ الدستور على أنه الدين الرئيس للدولة ويعدّ الفقه الحنفي مصدرًا رئيسيًا للتشريع فيها، ويضمن الدستور لمختلف الطوائف الأخرى قوانينها الخاصة في الأحوال الشخصية، كما يكفل الحرية الدينية وإن كانت مقيدة من بعض الجوانب حسب تقرير «الحرية الدينية في العالم»، وتشرف الدولة على القطاع الديني الإسلامي من خلال وزارة الأوقاف، أما المؤسسات المسيحية فهي مستقلة. وعلى مستوى المجموعات العرقية، فإنه وبعد الاستعراب غدا عرب سوريا العماد الأساسي للسكان في البلاد بحوالي 86%. وتتميز سوريا بارتفاع نسب «الأقليات» في مناطق معينة وتشكيلهم الغالبية فيها، مثل الساحل السوري ووادي العاصي الغربي ذي الغالبية العلوية، والجزيرة السورية ذات الغالبية الكردية - السريانية، وجبل العرب ذي الغالبية الدرزية.

### اللغة
قبل الاستعراب وحتى القرن الحادي عشر أو القرن الثاني عشر بالنسبة لأغلب الريف السوري كانت اللغة السريانية، لغة التخاطب اليومي في البلاد وهي اللغة التي يعدّها البحاثة لغة المنطقة القوميّة. مع انتشار اللغة العربية كلغة تخاطب، نشأت اللهجة السورية، والتي اقتبست إن من ناحية المفردات أو من ناحية اللحن لاسيّما في الجزيرة من اللغة السريانية بشكل وافر مع تأثيرات تركية وفرنسية محدودة لاحقة، وتقسم اللهجة السورية إلى عدة فروع متمايزة من ناحية نطق بعض مخارج الحروف؛ مع وجود للهجة النجدية بين البدو. المجموعات العرقية تستخدم لغاتها الأم إلى جانب اللهجة السورية، كاللغة الكردية والسريانية والأرمنية والشركسية والتركية في معاملاتها اليومية، والآرامية في معلولا. على الصعيد الرسمي فإنّ العربية لغة الدولة الرسمية، وتفرض المناهج الدراسية تعلّم اللغتين الإنكليزية والفرنسية، وتعتبر سوريا من البلاد القليلة التي انتدبت من قبل فرنسا ولم ترسخ فيها اللغة الفرنسية، بسبب سياسة الحكومات لاسيّما بعد 1963. وللمجموعات الناطقة بغير العربية حق تأسيس مدارس أو وسائل إعلام بلغاتها الخاصة، وذلك بعد الكف عن سياسة الاستعراب والتعريب.

## السياسة

### نظام الحكم
صدر الدستور السوري المعمول به حاليًا في 27 فبراير 2012 ويتمتع فيه رئيس الجمهورية بصلاحيات تنفيذية وإجرائية واسعة يساعده في أدائها مجلس الوزراء المعين من قبله، في حين يتولى مجلس الشعب المكون من 250 عضوًا منتخبين لدورة أربع سنوات على أساس دائرة انتخابية هي المحافظة، مهام السلطة التشريعية، كما يقوم بالرقابة على عمل الحكومة وإقرار موازنة الدولة العامة والتصديق على المعاهدات؛ بيد أن لرئيس الجمهورية إصدار التشريعات التي تعامل معاملة القانون وذلك خارج أوقات انعقاد مجلس الشعب على أن يكون من حق هذا الأخير مراجعتها في أولى جلساته، وتتولى المحكمة الدستورية العليا الرقابة على مجمل العملية التشريعية في البلاد ولها محاكمة الرئيس، وتعين من قبله. رئيس الجمهورية ينتخب لمدة سبع سنوات، من قبل الشعب.
كان الحزب الحاكم في سوريا هو حزب البعث العربي الاشتراكي وشكل مع ثمانية أحزاب أخرى جميعها يساريّة، ائتلافاً يدعى الجبهة الوطنية التقدمية ولها ثلثا مقاعد البرلمان، كان النظام السياسي مناطًا بحزب البعث الذي اعتبره دستور 1973 «القائد للدولة والمجتمع» لكن دستور 2012 عاد وفتح المجال أمام التعددية السياسيّة في البلاد. حسب منظمة هيومان رايتس ووتش فإن سوريا تحتل المركز 154 دوليًا من حيث احترام حقوق الإنسان، يعود ذلك إلى تقييد إنشاء الأحزاب والرقابة على المنشورات السياسية والإنترنت ومختلف وسائل الاتصال، فضلاً عن وجود عقوبة الإعدام ووضع السجون المتردي، ووجود عمليات تعذيب، وسواها من انتهاكات حقوق الإنسان.

### التقسيمات الإدارية
| دمشق حلب دير الزور اللاذقية حمص حماه درعا | الحسكة السويداء الرقة إدلب ريف دمشق القنيطرة طرطوس |

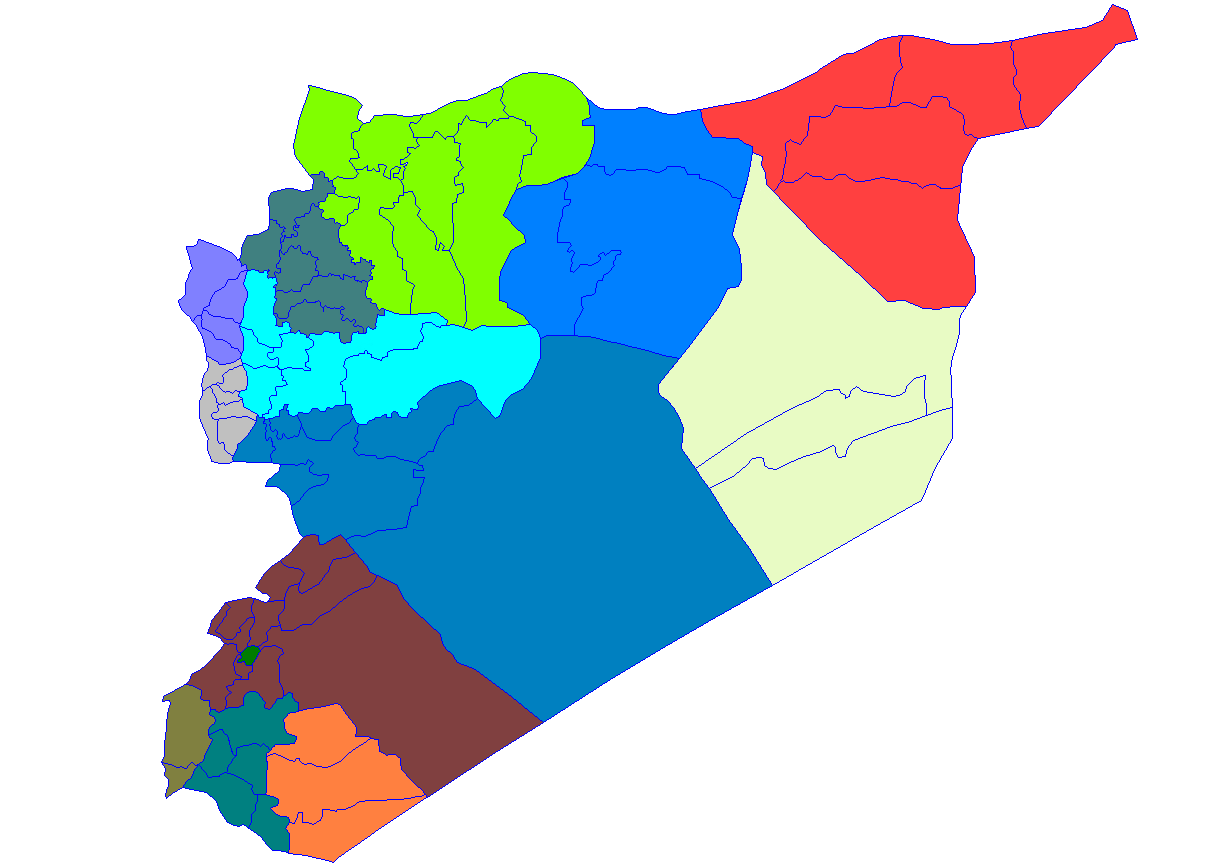
المحافظات والمناطق حسب نشوئها التاريخي:
دمشق
حلب
دير الزور
اللاذقية
حمص
حماه
درعا
الحسكة
السويداء
الرقة
إدلب
ريف دمشق
القنيطرة
طرطوس
الحدود الزرقاء داخل المحافظات هي حدود مناطق المحافظة.

لكون سوريا دولة مركزية الحكم، فإن السلطات المحلية في المحافظات يقتصر دورها على تنفيذ قررات الحكومة وتوجيهاتها، وممارسة الرقابة الذاتية على هذا التنفيذ، وإدارة بعض الخدمات العامة كالنظافة، وإدارة الحدائق، وووضع المخططات التنظمية للمدن في المحافظة. تتألف البلاد من 14 محافظة، يعيّن كل محافظ من قبل رئيس الجمهورية، وتقسم المحافظات إلى 60 منطقة، وتقسم المناطق بدورها إلى 280 ناحية. إلى جانب المحافظ ينتخب في كل محافظة مجلس محافظة، وفي كل مدينة مجلس مدينة تنظّم شؤونه واختصاصاته عبر قانون الإدارة المحلية الذي صدرت آخر نسخه عام 2011. النشوء التاريخي للمحافظات السورية الأربعة عشر الحالية، والحدود الفاصلة بينها، يمتد من مرحلة سوريا العثمانية وحتى 1972، حين استحدثت محافظة طرطوس، لتكون أحدث المحافظات السورية عمرًا.

### العلاقات الخارجية

العلاقات الدبلوماسية لسوريا

تلعب سوريا دورًا هامًا في السياسة الإقليمية للعالم العربي، لاسيّما دول الجوار. عبارة «لا حرب بدون مصر، ولا سلام بدون سوريا»، توضح دور البلاد في الصراع العربي الإسرائيلي، ومنذ مؤتمر مدريد عام 1991، تعترف سوريا بأن حل الصراع قائم على وجود دولتين في أرض فلسطين على حدود 1967، ومع استعادة الجولان. وبكل الأحوال، فإن المفاوضات المباشرة وغير المباشرة، والمنقطعة زمنيًا، توقفت عام 2008 دون أن تفضي إلى نتيجة. حسب الدستور، فإن سوريا تعمل لتحقيق التعاون بين الدول العربية في المجالات كافة، وصولاً لتحقيق «الوحدة العربية». بعد سيطرة حزب البعث على السلطة عام 1963، أقام تحالفًا إستراتيجيًا مع روسيا، ومع إيران منذ قيام الجمهورية الإسلامية عام 1979، وفي المقابل فإن «مجموعة أصدقاء سوريا»، التي تضم دولاً مثل الولايات المتحدة، وبريطانيا، والمملكة العربية السعودية، تقدم دعمًا دبلوماسيًا وماديًا للمعارضة منذ اندلاع الأزمة.
خارج الأزمة الحالية، فإن لسوريا علاقات وثيقة مع العراق، ولبنان، وتركيا، لاسيّما منطاقها الجنوبية، وبعض الحركات الفلسطينية؛ وعلى صعيد المنظمات الدولية، فالبلاد عضو مؤسس في الأمم المتحدة وانتخبت مرتين كعضو في مجلس الأمن الدولي كما أنها عضو مؤسس في جامعة الدول العربية وعضو مؤسس في منظمة المؤتمر الإسلامي؛ وعضو في لجنة الأمم المتحدة الاقتصادية والاجتماعية لغرب آسيا والبنك الدولي للإنشاء والتعمير والوكالة الدولية للطاقة الذرية والمنظمة الدولية للطيران المدني ومنظمة الأغذية والزراعة ومجموعة الأربع وعشرون ومجموعة سبعة وسبعون وحركة عدم الانحياز والمنظمات المنبثقة من جامعة الدول العربية مثل الصندوق العربي للإنماء الاقتصادي والاجتماعي ومنطقة التجارة العربية الحرة الكبرى، وغيرهم.

### القوات المسلحة
القوات المسلحة السورية، تتألف من الجيش السوري، وسلاح الجو السوري، وسلاح البحرية. يعدّ رئيس الجمهورية في سوريا، القائد العام للقوات المسلحة حسب الدستور، وتأتمر بأمره مع مجلس الدفاع الأعلى، في حين تقوم وزارة الدفاع السورية، بالإدارة العادية. تأسس الجيش السوري، بعد الاستقلال عام 1946 من رحم جيش الشرق، أيام الانتداب، وصرف عليه عظيم الجهد والأموال لرفع عتاده وعديده،  من 27,000 مقاتل عام 1949 إلى حوالي 500,000 عام 2010، لتغدو البلاد السادسة عشر على مستوى العالم من حيث القوة البرية، والثانية بعد الجيش المصري على المستوى العربي، مع خدمة عسكرية إلزامية مدتها عام ونصف. بكل الأحوال، وبعد عسكرة الأزمة السورية، وبنتيجة قتلى المعارك، والانشقاقات، انخفض عديد الجيش إلى نحو 220,000 مقاتل. الجيش السوري من ناحيتي التنظيم والتسليح، يعتمد على الأسلوب الروسي.
شارك الجيش السوري في حرب 1948، وحرب 1967، وحرب 1973، والحرب الأهلية اللبنانية، وبشكل خاص حرب لبنان 1982، عملية 1990 ضد حكومة ميشيل عون، وحرب الخليج الثانية، وقد قمع أحداث الثمانينات، وتدخل في الأزمة السورية. بعد الأزمة، لم تعد تعتبر القوات المسلحة المؤسسة العسكرية الوحيدة في البلاد، فهناك جيش الدفاع الوطني الرديف، والجيش السوري الحر، وعدة فصائل وتنظميات مستقلة، برزت وسيطرت على مناطق مختلفة خلال الأزمة.

## الاقتصاد

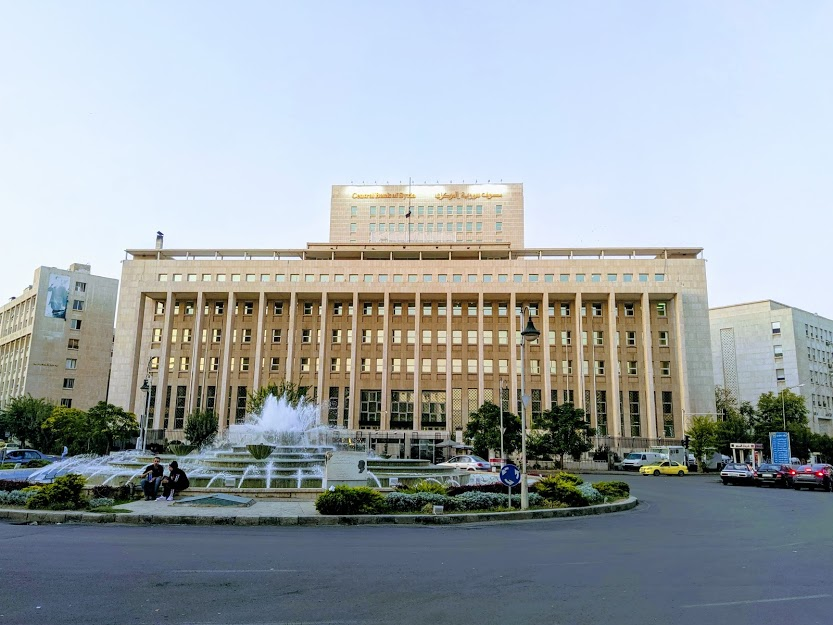
مبنى مصرف سورية المركزي، في ساحة السبع بحرات، دمشق.

الاقتصاد السوري النامي أساسًا تراجع بشكل كبير نتيجة الأزمة السورية، منكمشًا بنسبة 20% خلال عام 2013، مع دمار واسع في البنية التحتية اللازمة له، وارتفاع نسبة الفقر إلى أكثر من 50% من السكان، وبلوغ البطالة نسبة 39%، مع أعداد كبيرة من العاطلين الشباب، والخريجين الجدد، والمشتغلين بمجالات أدنى من اختصاصات دراستهم؛ هذه النتائج تعتبر الأسوأ على صعيد العالم ملحوقة بجنوب السودان. يضاف إلى ذلك، انهيار العملة الوطنية وهي الليرة السورية، لتفقد بين عامي 2012 - 2013 حوالي 200% من قيمتها، مع النتائج التضخمية وانخفاض القوة الشرائية للمواطن. بعض التقارير المتفائلة، تحدثت عن إمكانية «تعافي متسارع» للاقتصاد، بعد توقف الحرب والبدء بالتركيز على الجانب الاقتصادي، ذلك يعود إلى تجارب اقتصادية سابقة، فعلى سبيل المثال عام 1970 كان الناتج المحلي الإجمالي لسوريا 136 مليون دولار، وارتفع إلى 1.024 مليار دولار عام 1980، أي تضاعف عشرة مرات خلال عشر أعوام. اتجهت الدولة السورية منذ 1963 نحو سياسة الاقتصاد الاشتراكي، الموجه بالكامل، وبدأت بشكل فعلي بعد عام 2000 بإصلاح الاقتصاد والتوجه نحو اقتصاد السوق المفتوح، فحققت نسب نمو اقتصادية مرتفعة، وتحسن مستوى الدخل مع بقاءه أدنى من الدول المجاورة؛ على سبيل المثال فإن الناتج المحلي الإسمي للبلاد كان 46.5 مليار دولار، وهو رقم قريب من الناتج الاسمي الإجمالي للبنان عند 42.5 مليار دولار، رغم أن سوريا أكبر بثمانية عشر مرة لبنان من حيث المساحة، وخمس مرات من حيث عدد السكان تقريبًا، وأغنى من حيث الموارد الطبيعية، وهذا الأمر ناجم أساسًا عن السياسات الاشتراكية في سوريا، واعتماد لبنان نظام السوق المفتوح. تعاني سوريا من معدلات عالية من الفساد، وتعتبر البلاد من الدول العشر الأكثر فسادًا في العالم، كما يعاني الاقتصاد من العجز عن خلق فرص عمل جديدة لتناسب حجم زيادة سوق العمل المقدرة بحوالي 200 ألف عامل جديد سنويًا، بمجموع حوالي 7.5 مليون عامل عام 2012، وهو ما أفضى لارتفاع معدلات الهجرة بين الشباب الجامعي نحو دول العالم لاسيّما دول الخليج العربي؛ هناك أيضًا تفاوت اقتصادي وخدمي كبير بين المدن الكبرى مثل دمشق، وحلب، وحمص، واللاذقية، وبين الريف مثل الأتارب أو تفتناز. في مسح أجري عام 2011، عبّر 4.7% فقط من السوريين عن «رضاهم» بالحياة.

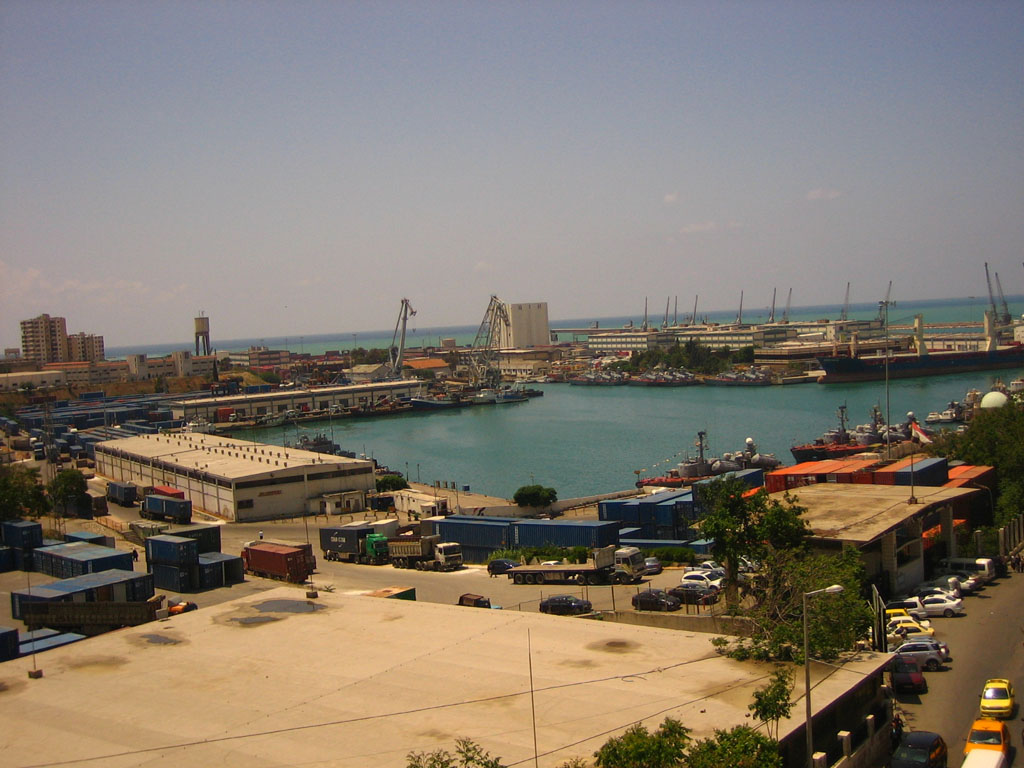
جانب من مرفأ اللاذقية.

### الزراعة
تقليديًا، فإن سوريا بلد زراعي، تشكل الزراعة 26% من الدخل القومي، ويعمل بها حسب إحصاءات 2007 الرسمية مليون عامل دون الصناعات المعتمدة عليها؛ تعتبر سوريا السادسة عالميًا بإنتاج الزيتون. والثالثة العشر في إنتاج القطن عام 2010 أي قبل الحرب الأهلية طبقا لإحصائيات مجلس القطن الوطني لأمريكا. ولكن بسبب الحرب الأهلية وما خلفته من أضرار على الاقتصاد والزراعة انخفض إنتاج القطن السوري بشكل ملحوظ جدا. أما المحاصيل الأخرى تشمل القمح، والأشجار المثمرة، وهي محققة الأمن الغذائي في جميع أنواع الأغذية الأساسية وتصدر قسمًا منها. وتتزامن الزراعة مع تربية الحيوان، وأهم المواشي البقر بحوالي 1.2 مليون رأس، والأغنام بحوالي مليوني رأس، والدجاج بحوالي 120 مليون دجاجة، والأسماك بإنتاج 17 ألف طن سنويًا، وبشكل ثانوي المناحل، وتحقق منتجات الحيوان أيضًا الاكتفاء الذاتي وتصدر للخارج.

### الصناعة والسياحة
الصناعة في سوريا لا تزال تعتبر نامية ومقتصرة على 12.5% من القوى العاملة، مع كون 85% من المنشآت الصناعية صغيرة وتوظف أقل من عشر عمال، وعام 2000 كان فقط 2.3% من المنشآت الصناعية المقدر عددها بنحو 90 ألفًا توظف أكثر من مئة عامل. يقتصر القطاع الصناعي على الصناعات المتوسطة، كالصناعات الغذائية، والمنسوجات، وبعض الصناعات الثقيلة، كالإسمنت، والأسمدة، وتكرير النفط، ومواد البناء، وإنتاج الكهرباء، مع معمل وحيد لصناعة السيارات؛ في حين تستورد البلاد معظم حاجاتها الصناعية والإلكترونية. أما التجارة والخدمات، فيشكلان 42% من الناتج المحلي الإجمالي، و39% من القوى العاملة متركزين في المدن الكبرى، ومشتملين خدمات مصرفية، وترانزيت، وسوق دمشق للأوراق المالية، ومعرض دمشق الدولي، وخدمات السياحة التي توفر أيضًا 31% من احتياطي النقد الأجنبي. في عام 2010 بلغ عدد السياح في سوريا 6 ملايين سائح دون السياحة الداخلية وزيارة السوريين في الخارج، مع متوسط استثمار سنوي بقيمة 6 مليارات دولار، وصنفت سوريا كواحدة من أفضل المواقع السياحية في العالم، مع انخفاض كلفة السياحة مقارنة بالدول المجاورة، وغناها الطبيعي والأثري، غير أن الأزمة أفضت لاختفاء السياحة من البلاد.

### الثروات المعدنية
على صعيد الثروات الطبيعية، فإن سوريا هي الدولة 27 عالميًا بإنتاج النفط بمعدل 400 ألف برميل يوميًا، يستهلك محليًا، ويصدر قسم منه إلى الخارج لإعادة استيراد مشتقاته؛ وإلى جانب الآبار الموجودة في الحسكة ودير الزور، اكتشفت كميات كبيرة من النفط والغاز في البحر قبالة الشواطئ السورية. ثاني الثروات، هو الغاز الطبيعي، ويستخدم للاستهلاك المحلي، ويبلغ الإنتاج 28 مليار لتر مكعب سنويًا، وثالثها الفوسفات في حمص، بإنتاج 2.6 مليون طن يصدر معظمه، وتعتبر التاسعة عالميًا في إنتاجه. على صعيد إنتاج الطاقة، فقد حققت سوريا منذ 2002 الاكتفاء الذاتي من حاجاتها الكهربائية بمقدار 21.6 مليار كليوواط ساعي، إلا أن الأزمة أدت إلى تراجع القدرة على إنتاج الطاقة بكميات كبيرة، وبالمتوسط فإن المدن السورية تقطع عنها الكهرباء بين 6 - 9 ساعات يوميًا، حتى في المدن التي لا تشهد معارك كدمشق واللاذقية.

### التجارة الخارجية
عام 2010 بلغت قيمة الصادرات السورية 10.5 مليار دولار، أكثر من 50% منها مع الدول العربية خصوصًا العراق والسعودية، وحوالي 30% مع دول الاتحاد الأوروبي، وبلغت قيمة الواردات السورية 15 مليار دولار، حوالي 25% من دول الاتحاد الأوروبي، و16% من الدول العربية خصوصًا مصر والسعودية، أما باقي النسب موزعة بين الصين، وكوريا الجنوبية، والولايات المتحدة، وتركيا.
لسوريا اتفاقات تجارة حرة مع العراق، وتركيا، وإيران، ومفاوضات للشراكة الأوروبية أوقفت بنتيجة الأزمة، وعقوبات منذ 2001 من قبل الولايات المتحدة فضلاً عن العقوبات المفروضة على التجارة بنتيجة الأزمة؛ وتبلغ قيمة الدين الخارجي 7.7 مليار دولار تملكه روسيا، وقد شطبت معظمه في يناير 2005.

## التعليم

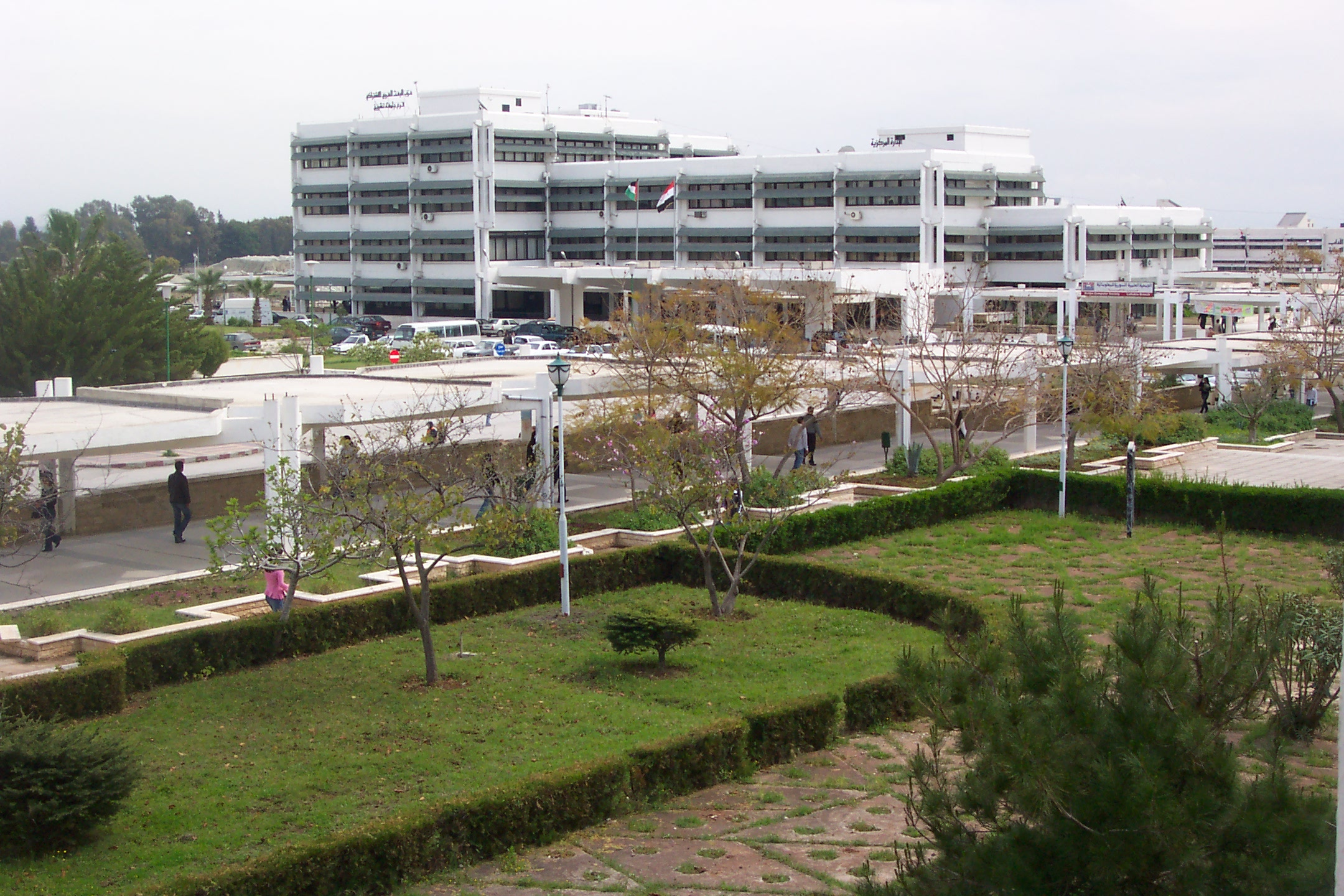
مبنى فرع حزب البعث العربي الإشتراكي في جامعة تشرين، اللاذقية.

ينصّ الدستور على كون التعليم حقًا من حقوق كل مواطن، وهو إلزامي في مرحلة التعليم الأساسي ومجاني في جميع المراحل. إلى جانب المدارس التي تديرها الدولة عن طريق وزارة التربية والتعليم، فإنّ القطاع الخاص يستثمر في مجال التعليم أيضًا، مع ملاحظة إجبارية مواد المنهاج التي تصدره الوزارة. التعليم الماقبل الجامعي في سوريا، ينقسم إلى مرحلتين: التعليم الأساسي من 6-15 عام وهو مكوّن من حلقتين، ومرحلة التعليم الثانوي من 15 - 18 عامًا، وتشمل ثلاثة فروع هي العلمي والأدبي والشرعي، وسبعة فروع مهنية هي الصناعي والزراعي والتجاري والسياحي والمعلوماتي والفنّي، وينتهي بنيل الطالب شهادة الثانوية العامة، والتي تؤهله بحسب معدله وبناءً على مفاضلة تصدرها وزارة التعليم العالي اختصاصه النهائي في الجامعات. غالب السوريين يتجه للدراسة في جامعات الدولة، وأقدمها جامعة دمشق. وضعت الدولة عام 1972 قانونًا لمحو الأميّة، غير أنها لم تفلح في تطبيقه تمامًا، وقد انخفضت نسبة الأميين من 19% عام 2000 إلى 14.2% عام 2008، وبهذا تحتل سوريا المرتبة التاسعة عربيًا والمرتبة 119 عالميًا في محو الأمية. ينظم في البلاد سنويًا عدد كبير من المهرجانات الثقافية ومعارض الكتب أبرزها «معرض دمشق للكتاب»، وتدير الحكومة عددًا من المكتبات وقاعات المطالعة، ولعلّ أبرز المكتبات العامة هي مكتبة الأسد الوطنية. كذلك تحوي المدن مراكز المحافظات ومراكز المناطق على دور ثقافية ومسارح تديرها وزارة الثقافة، وتحوي مكتبات عامّة صغيرة الحجم، وتنظم من خلالها المهرجانات وسائر الأيام الثقافية.

## الصحة
الاستثمار في القطاع الصحي، تتدخل به الدولة إلى جانب القطاع الخاص. تقوم الحكومة بإدارة 85 مشفى في الجمهورية أغلبها تخصصي كبير الحجم إلى جانب حوالي 800 مستوصف صحي في المناطق الريفية. يضاف إلى هذه المشافي التابعة لوزارة الصحة، 12 مشفى جامعي يتبع |لوزارة التعليم العالي و18 مشفى عسكري يتبع وزارة الدفاع. أما المشافي الخاصة فقد بلغ عددها عام 2008 حوالي 400 مشفى وتغطي حوالي 25% من مجمل القطاع الصحي، إلى جانب عدد كبير من العيادات الصحية الخاصة التي يقوم بإدارتها الأطباء السوريين، وتخضع بمجملها لرقابة وزارة الصحة. تقتطع الحكومة جزءًا من رواتب الموظفين العاملين في القطاع العام، كتأمين صحي في المنشآت الصحية التابعة لها، وتنص القوانين المرعيّة أنه على شركات القطاع الخاص أيضًا تسجيل عمالها في التأمينيين الصحي والاجتماعي سواءً أكان ذلك في مؤسسات القطاع العام والخاص. يبلغ متوسط عمر المواطنين السوريين 74 عامًا، وهو متقارب مع سائر الدول في المنطقة. على صعيد الصناعة الدوائية، يوجد 65 معملاً للأدوية تتركز معظمها في ريف دمشق وحلب، لتحتل سوريا المركز الثاني عربيًا من حيث الصناعة الدوائية وتقوم بالتصدير لدول الخارج، أما بعض أنواع الأدوية التي لا تقوم المعامل السورية بإنتاجها تستورد وتشكل 20% فقط من مجموع حاجات سوريا للدواء.

## الثقافة

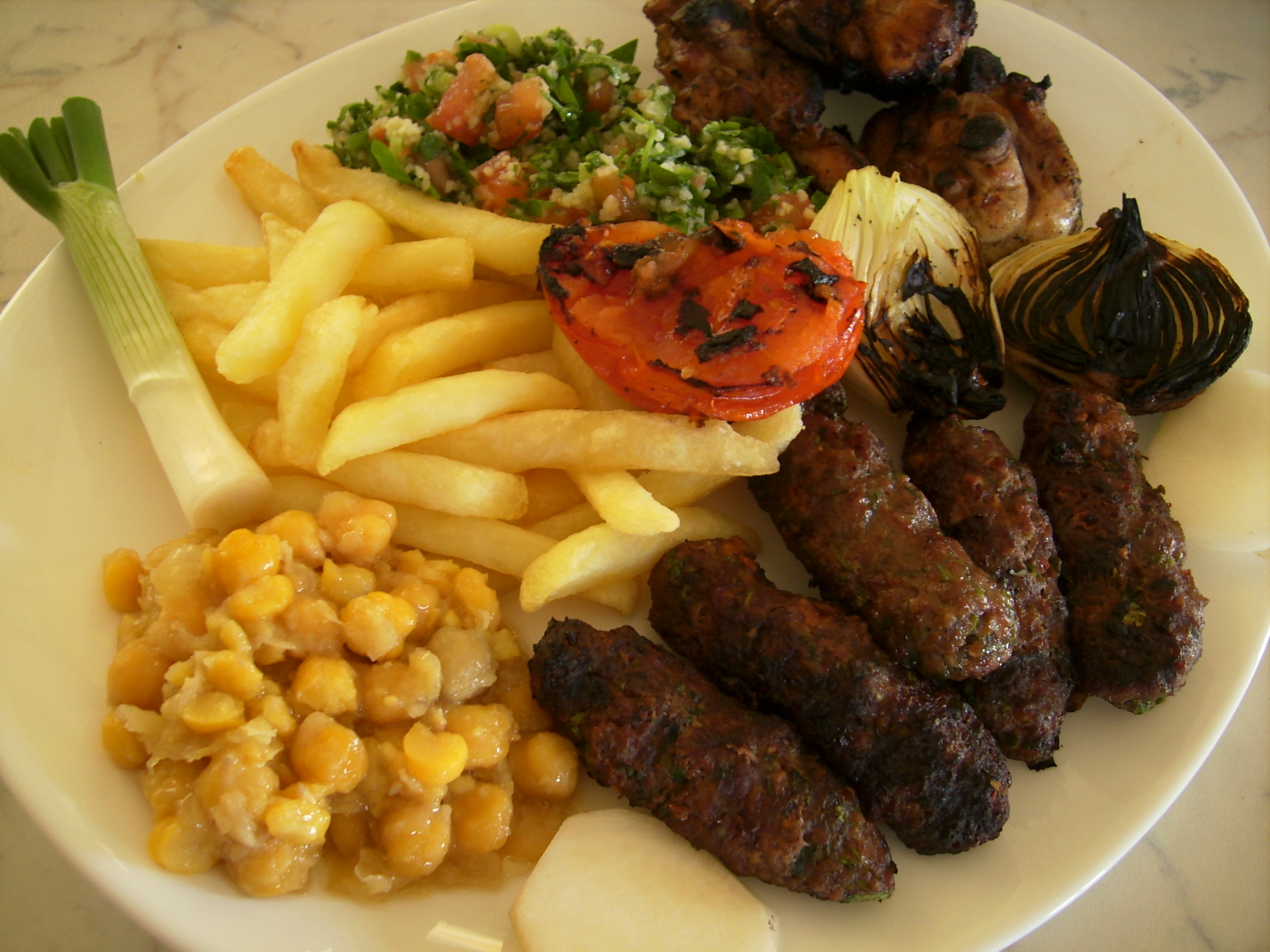
مأكولات من المطبخ السوري: الكباب المشوي، والبطاطا المقلية، مع مقبلات: تبولة وحمّص وبصل مشوي.

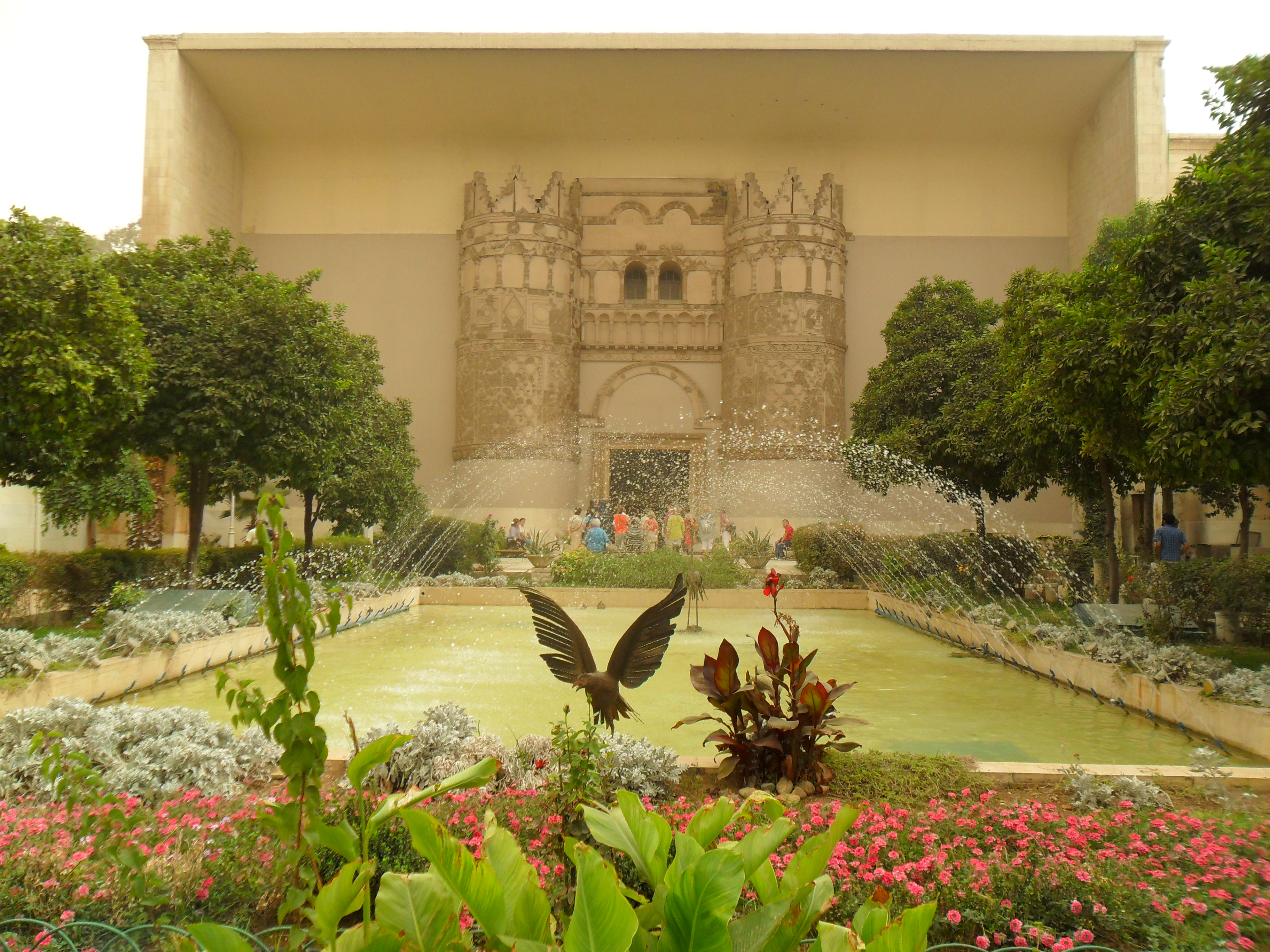
واجهة قصر الحير الغربي، كما هي محفوظة في المتحف الوطني بدمشق.

العديد من عناصر الثقافة السورية التقليدية مكوّنة من التراكمات المتراكبة للثقافات التي انتشرت في البلاد منذ سوريا الآرامية. الثقافة السورية التقليدية، اندثرت أو تراجعت بشكل كبير، أو اتخذت أشكالاً جديدة مع تطور العصر منذ النصف الثاني للقرن العشرين. هذا يشمل وبدرجات متفاوتة، حضور الحكواتي، والكركوزاتي، والعراضية الشامية، ورقصة السيف والترس، والأمثال الشعبية، والزجل، والسيارين، وارتياد المقاهي التقليدية، وتدخين الأركيلة، ومجالس السمر، والاحتفالات التي تقام في المناسبات الخاصة مثل الولادة أو الختان، وسيطرة القيم الأسرية.
الخط التقليدي للعمارة السورية يشمل نمط البيوت العربية، والتي تجمع بين فساحة المكان، والنور الطبيعي، والخضرة، ووفرة العنصر المائي، مع كثير من الزخرفة والتطعيم في قطع الأثاث؛ كذلك فإنه من الصروح الهامة والتي تعكس فنون العمارة السورية، صروح مثل كاتدرائية القديس سمعان العمودي شمال حلب. منذ نهاية القرن التاسع عشر، انتشرت الصيغ الحديثة للعمارة مثل الأبراج السكنية، وهي ما حلّ تدريجيًا مكان الأنماط التقليدية للبناء؛ تمامًا مثل الأزياء، فباستثناء بعض مناطق الريف الشمالية والشرقية، فإنّ الأزياء التقليدية - المؤلفة من شروال مع قميص وصدرية، أو جلباب في بعض المناطق، مع وضع العمامة أو الطربوش على الرأس بالنسبة للذكور، وعباءة طويلة داكنة اللون بالنسبة للسيدات، زاهية بالنسبة للفتيات، وغالبًا ما تكون مزينة بأقراط ومطرزة مع وشاح يعصب الرأس، بالنسبة للإناث - استبدلت منذ النصف الثاني للقرن العشرين تدريجيًا بالأزياء الحديثة كسراويل الجنيز وغيرها. وإلى جانب الأنماط التقليدية للرسم، والتطعيم، والنحت، تنتشر المدارس المعاصرة لهذه الفنون وسواها.

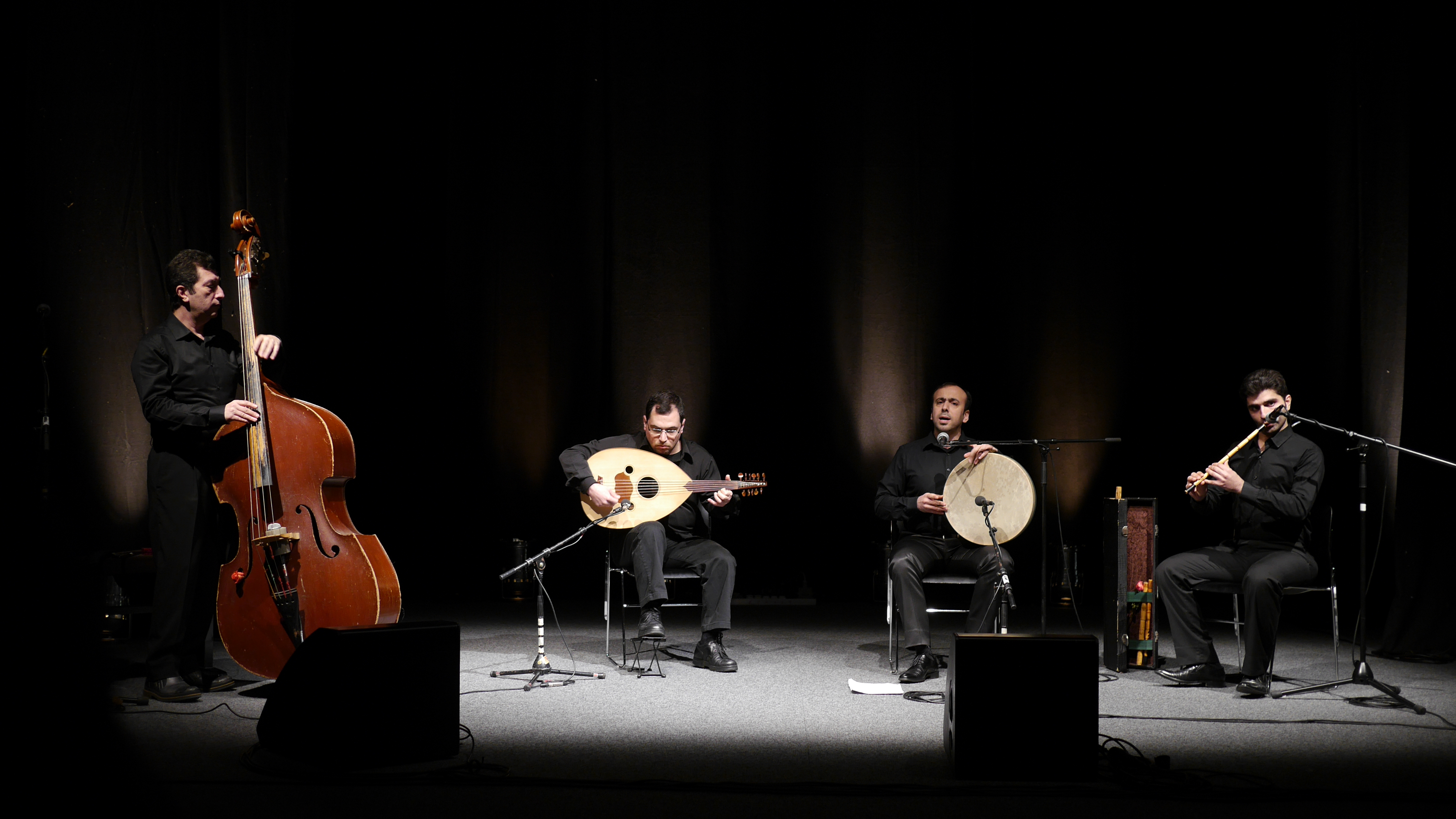
فرقة موسيقية من حلب

الأنماط التقليدية من الموسيقا والأغاني، تعرف أساسًا بالقدود الحلبية، ولا تزال واسعة الانتشار، وبشكل خاص فإنّ أشهر مغني التراث السوري هو صباح فخري. تنتشر أيضًا الأنماط الحديثة من الموسيقا المعاصرة لفنانين محليين أو عرب، وقد حقق عدد من الفنانين نجاحًا على مستوى العالم العربي، مثل أصالة نصري، وناصيف زيتون؛ أيضًا فإن البلاد تحوي الأوركسترا السورية. أنماط الرقص التقليدية مثل الدبكة، ورقص السماح، والرقص الشرقي، لا تزال منتشرة إلى جانب الأنماط الحديثة من الرقص خصوصًا في المدن الكبرى. إن المطبخ السوري، يعكس تنوّع حاصلات البلاد الزراعية وغناها، فهناك أصناف تعتمد على اللحوم مثل المحاشي، والمناسف، والكباب، وأخرى تعتمد على البقول مثل الفتة، والفول، والفلافل؛ وأخرى على البقوليات مع أطباق الأرز مثل الملوخية، والفاصولياء وغيرهما؛ ولعلّ الفتوش والتبولة، أشهر أنواع السلطات السورية، بينما تتنوع الحلويات الشامية التي يصطلح عليها اسم الحلو العربي، مع تأثر بالمطبخ التركي. منذ تأسيس الاتحاد السوري لكرة القدم عام 1936، تعتبر كرة القدم الرياضة الأكثر شعبية في البلاد، وينظم سنويًا الدوري السوري لكرة القدم، مع انتشار محدود لرياضات أخرى مثل السباحة، والفروسية، والتنس، وكرة السلة، ورالي اكتشف سوريا. أفضل التنائج التي حققتها الفرض السوري هي نادي الكرامة وصيف بطل آسيا لعام 2006، ونادي أهلي حلب الفائز بكأس آسيا عام 2010، وقد حقق الرياضيون السوريون في الألعاب الأوليمبية، ميداليات بمعدل ميدالية في كل دورة؛ ونظمت البلاد عددًا من الأحداث الرياضية الإقليمية الهامة، مثل دورة ألعاب البحر المتوسط عام 1987، ودورة الألعاب العربية عام 1992. أما الأعياد والمناسبات السنوية التي يحتفل بها في سوريا، مؤسسة على مناسبات دينية للجماعات المختلفة؛ ويسبق الاحتفال بالأعياد الكبرى مثل عيد الفطر، ازدياد في نشاط حركة الأسواق، وزيارة القبور والأقارب والأصدقاء، وأيضًا الحفلات أو الانتقال إلى خارج المدن للتنزه. تعترف الدولة السورية بقائمة تضم 27 مناسبة دينية ووطنية وتعتبرها عطلاً رسمية، أما العطلة الرسمية فهي يومي الجمعة والسبت. المناسبات الوطنية مثل عيد الشهداء، وعيد الجلاء، وهو اليوم الوطني السوري؛ يقام سنويًا أيضًا مجموعة من المهرجانات والمعارض في مختلف المناطق والمدن.
بهدف إبراز التراث الثقافي السوري، والحفاظ عليه تحوي البلاد أعدادًا من المتاحف أهمها المتحف الوطني بدمشق، إلى جانب المتاحف التخصصية والأصغر حجمًا؛ هناك الكثير من التحف السورية معروض في متاحف عالمية مثل متحف اللوفر؛ ومع كون سورية غنية بالمناطق التاريخية والأثرية - 7000 إلى 10.000 موقع أثري - فإنّ فقط 18 موقع مدرج على قائمة التراث العالمي؛ وقد قدرت قيمة الآثار السورية المهربة للخارج خلال الأزمة ملياري دولار حسب بعض المصادر.
اختيرت دمشق عام 2008 كعاصمة للثقافة العربية؛ وكانت حلب قد اختيرت عام 2006 كعاصمة للثقافة الإسلامية.

### الإعلام
تأسس المسرح السوري عام 1871 على يد أبو خليل القباني، ويعدّ أول مسرح عربي معاصر؛ وتأسست السينما السورية عام 1927، لتغدو البلاد أحد مراكز صناعة السينما العربية، ومركز مهرجان دمشق السينمائي الدولي. وتعتبر الدراما السورية التلفزيونية أول ميادين الفنون الإعلامية شهرة، وحسب رأي عدد من النقاد تعتبر الأفضل عربيًا، وبعض أركانها استطاعوا الوصول إلى العالمية. تأسست الإذاعة السورية عام 1946، والتلفزيون السوري عام 1959، ومنذ عام 2004 فتح باب الاستثمار بالإذاعات وقنوات التلفزة، وكان قبلاً حكرًا على الدولة، وهو ما دفع لتأسيس عدد منها سواءً كانت مراكزها داخل البلاد أم خارجها، ويقوم غالب السوريين بمتابعة القنوات العربية غير السورية أكثر من تلك السورية. الصحافة السورية تأسست في حلب عام 1854، ولعبت دورًا مؤثرًا في الحياة الثقافية والاجتماعية خلال القرن التاسع عشر، والنصف الأول من القرن العشرين، واحتكرت من قبل الدولة بين 1963 - 2004، وحاليًا يصدر في البلاد عدد من الصحف الخاصة والحكومية المتنوعة، مع انتقادات واسعة حول حرية الصحافة في سوريا. يذكر أن 20% من السوريين يستعملون الإنترنت بشكل دوري حسب قائمة استعمال الإنترنت بشكل دوري.

### الآداب
الأدب في سوريا، شعرًا أو نصوصًا أو أدب رحلات، يعدّ جزءًا من الأدب العربي عامة، ويذكر من مواليد المدن السورية أو من قضوا قسمًا من حياتهم فيها البحتري، وأبي تمام، والمتنبي، كالثلاثي الأكثر تميزًا في العصور القديمة، إلى جانب آخرين مثل ديك الجن، والأخطل. في المرحلة الحديثة، برز عدد من الأدباء السوريين على مستوى الأدب العربي، وترجمت أعمالهم للغات مختلفة، يذكر منهم: نزار قباني، وأدونيس، ومحمد الماغوط، وزكريا تامر وكوليت خوري، وسعد الله ونوس، وحنا مينه. على صعيد الفلسفة، فقد خرج من سوريا فلاسفة من مختلف التوجهات مؤثرين بدرجات متفاوتة في محيطهم والعالم، ولعلّ القديس يوحنا الدمشقي الأشهر من مرحلة سوريا الأنتيكية، والفارابي وأبي العلاء المعري من القرون الوسطى، وفرنسيس مراش ورزق الله حسون من مرحلة النهضة العربية. تحوي البلاد مجمع اللغة العربية، هو الأول في العالم، وكان محمد كرد علي أول رئيس له.

## الكتب
- وديع بشور (1994). سوريا صنع دولة وولادة أمة (ط. الأولى). دمشق، سوريا: دار اليازجي.
- يوسف الحكيم (1983). سورية والانتداب الفرنسي. بيروت، لبنان: دار النهار.
- عبد القادر عياش (1989). حضارة وادي الفرات: القسم السوري : مدن فراتية. الاهالي للطباعة والنشر والتوزيع. مؤرشف من الأصل في 26 آب / أغسطس 2020. اطلع عليه بتاريخ 26 آب / أغسطس 2020. {{استشهاد بكتاب}}: تحقق من التاريخ في: |تاريخ الوصول= و|تاريخ أرشيف= (مساعدة)
- محمد فريد (2014). تاريخ الدولة العلية العثمانية. كتاب Inc. مؤرشف من الأصل في 2022-12-26. اطلع عليه بتاريخ 26 آب / أغسطس 2020. {{استشهاد بكتاب}}: تحقق من التاريخ في: |تاريخ الوصول= (مساعدة)
- فيليب حتي (1972). تاريخ سوريا ولبنان وفلسطين. ترجمة: كمال اليازجي. بيروت، لبنان: دار الثقافة.
- عبد العزيز عوض (1969). الإدارة العثمانية في ولاية سورية 1864-1914. القاهرة، مصر: دار المعارف.
- قسطنطين بازيلي (1989). تاريخ سورية وفلسطين في العهد العثماني. موسكو، الاتحاد السوفيتي: دار التقدم.
- جمال باروت (1994). حركة التنوير العربية في القرن التاسع عشر : حلقة حلب : دراسة و مختارات. دمشق، سوريا: وزارة الثقافة.
- ستيفن هامسلي لونغريغ (1978). تاريخ سوريا ولبنان تحت الإنتداب الفرنسي. ترجمة: بيار عقل. بيروت، لبنان: دار الحقيقة للطباعة والنشر.
- ميشيل ترستيان دافيه (1984). المسألة السورية المزدوجة: سوريا في ظل الحرب الثانية. دمشق، سوريا: دار طلاس للدراسات والنشر.
- غسان محمد رشاد حداد (2007). أوراق شامية من تاريخ سورية المعاصر 1946 - 1966. مكتبة مدبولى الصغير. ISBN:9789772086276. مؤرشف من الأصل في 10 آب / أغسطس 2020. {{استشهاد بكتاب}}: تحقق من التاريخ في: |تاريخ أرشيف= (مساعدة)
- غوردن تورري (1964). Syrian Politics and the Military, 1945-1958 [السياسة والجيش السوريان 1945 - 1958] (بالإنجليزية). دار نشر جامعة ولاية أوهايو. Archived from the original on 10 آب / أغسطس 2020. {{استشهاد بكتاب}}: تحقق من التاريخ في: |تاريخ أرشيف= (help)
- سورية : التقرير الوطني للتنمية البشرية 2005 : التعليم والتنمية البشرية نحو كفاءة افضل. دمشق، سوريا: رئاسة مجلس الوزراء، هيئة تخطيط الدولة وبرنامج الأمم المتحدة الإنمائي. 2005.
- إبراهيم مصطفى المحمود (2011). موسوعة السياسة والحرب في بلاد الشام. دمشق، سوريا: الهيئة العامة السورية للكتاب، وزارة الثقافة.
- رنا قباني (1993). أساطير أوروبا عن الشرق: لفق تسد. دار طلاس للدراسات والنشر. مؤرشف من الأصل في 2024-10-08.